# Weidenhausen (Gladenbach)
Weidenhausen (mundartlich Wairehause) ist ein Großdorf im Süden des Hessischen Hinterlandes und als solches der südwestlichste und zugleich der nach der Kernstadt größte Stadtteil der Stadt Gladenbach im mittelhessischen Landkreis Marburg-Biedenkopf. Der Stadtteil hat rund 2500 Einwohner und liegt mit seinem alten Ortskern auf einer Höhe von 256 m ü. NHN, wobei Hügel über dem Tal des Baches Salzböde sanfte Hanglagen bilden, an denen sich die Neubaugebiete ausbreiten.
Als höchste Erhebung gilt der genau auf der westlichen Grenze zu Bad Endbach liegende Hohe Wald mit 458 m. Der Ort ist ein staatlich anerkannter Erholungsort mit zahlreichen Erholungs- und Wanderwegen in der näheren und weiteren Umgebung mit über 500 km Länge.

## Geografie

### Politisch-geografische Lage
Das Dorf Weidenhausen liegt im Südwesten des Gladenbacher Berglandes in Mittelhessen und damit geologisch am Ostrand der Haupteinheitengruppe Westerwald. Es war über Jahrhunderte Teil des Hessischen Hinterlandes (s. u. Regionale und Ortsgeschichte). Die Gemeindegrenze im Bereich der Zollbuche war Landesgrenze zwischen der Landgrafschaft Hessen (1246 bzw. 1292 bis 1567), dann Hessen-Marburg (1567 bis 1604) und danach der Landgrafschaft Hessen-Darmstadt (nach 1604 bzw. 1648) einerseits und der Grafschaft Solms andererseits. 1628 kam das Amt Königsberg der Grafschaft Solms, das im Wesentlichen das Gebiet der heutigen Gemeinde Biebertal im Landkreis Gießen und in Teilen der heutigen Gemeinde Bischoffen im Lahn-Dill-Kreis umfasst, zu Hessen-Darmstadt. Damit war erstmals eine fast ununterbrochene, allerdings auf einen sehr schmalen Landstreifen beschränkte Verbindung zwischen dem oberhessischen Teil von Hessen-Darmstadt mit dem Hinterland entstanden. Seit dem Jahr 1974 verläuft an der Zollbuche die Kreisgrenze zum Lahn-Dill-Kreis.
Mit der ebenfalls im Salzbödetal gelegenen Nachbargemeinde Erdhausen bildete Weidenhausen innerhalb des Hinterlandes eine Art schmalen Korridor von nur ca. 5 km Breite, dessen äußerster südöstlicher Teil das nördliche Hinterland nach 1628 mit dem südlich gelegenen oberhessischen Gebiet im heutigen Biebertal über ein Teilstück des so genannten Westfalenwegs (s. u. Fernverbindungen und Straßen) verbunden hat (s. o.). Da jedoch unmittelbar am südlichen Rand des Salzbödetals ein durchgehender Höhenzug mit teilweise sehr steilen Hängen ansteht, waren die Verkehrsverbindungen zur Provinzhauptstadt Gießen und erst recht zur Landeshauptstadt Darmstadt zu allen Jahreszeiten äußerst schwierig zu benutzen. Der Zugang zu dieser Verbindung war ja auch bis 1826 (Bau der Straße zur Zollbuche) nur über die alte „Schneeberger Landstraße“ (in der Gemarkung Erdhausen am östlichen Ende des Seibertshäuser Grundes vorbei und weit östlich von Zollbuche und Oberweidbach in der heutigen Gemeinde Bischoffen) zum alten Höhenweg (Westfalenweg, s. o.) in Richtung Gießen möglich. Denn östlich von Mornshausen im Salzbödetal und zugleich südöstlich von Erdhausen schließt sich die Gemeinde Lohra an, die als Teil von Hessen-Marburg nach 1604 zu Kurhessen (s. u. Regionale und Ortsgeschichte) kam, und damit seit 1648 endgültig Ausland darstellte.
Das Hinterland lag also für die Landesherren im weit entfernten Darmstadt lange – durch solmsisches, hessen-kasseler und nassauisches Territorium fast komplett abgeschnitten – hinter unwegsamen Bergen und erhielt so seinen Namen.

### Geografische Ortslage
Im Salzbödetal

Die Salzböde entsteht als flächig austretendes Sickerwasser in einer salzsauer-sumpfigen Hangwiese unterhalb eines Laubmischwaldes in Südostlage in (gemittelt) etwa 430 m ü. NN oberhalb Hartenrod in der Gemarkung Schlierbach. Nach einem sehr kurzen Verlauf mit starkem Gefälle in südsüdöstlicher Richtung erreicht sie bereits innerhalb der bebauten Ortslage von Hartenrod den Talgrund und fließt ab dort in mehr oder weniger weiten Krümmungen und Bögen generell in Richtung Osten. In Hartenrod selbst ist der noch recht kleine Bach sogar teilweise verrohrt und überbaut worden. Aber auch in den folgenden Strecken der insgesamt ca. 4 km bis zur westlichen Gemarkungsgrenze von Weidenhausen ist der Bachlauf durch teilweise steile Hänge ziemlich eingeengt. Erst im letzten Teil dieses Abschnitts, in der so genannten Lache in der Ortslage von Wommelshausen-Hütte, weitet sich das Tal der Salzböde ein wenig aus und erlaubt dem Gewässer sogar einige Mäander. 

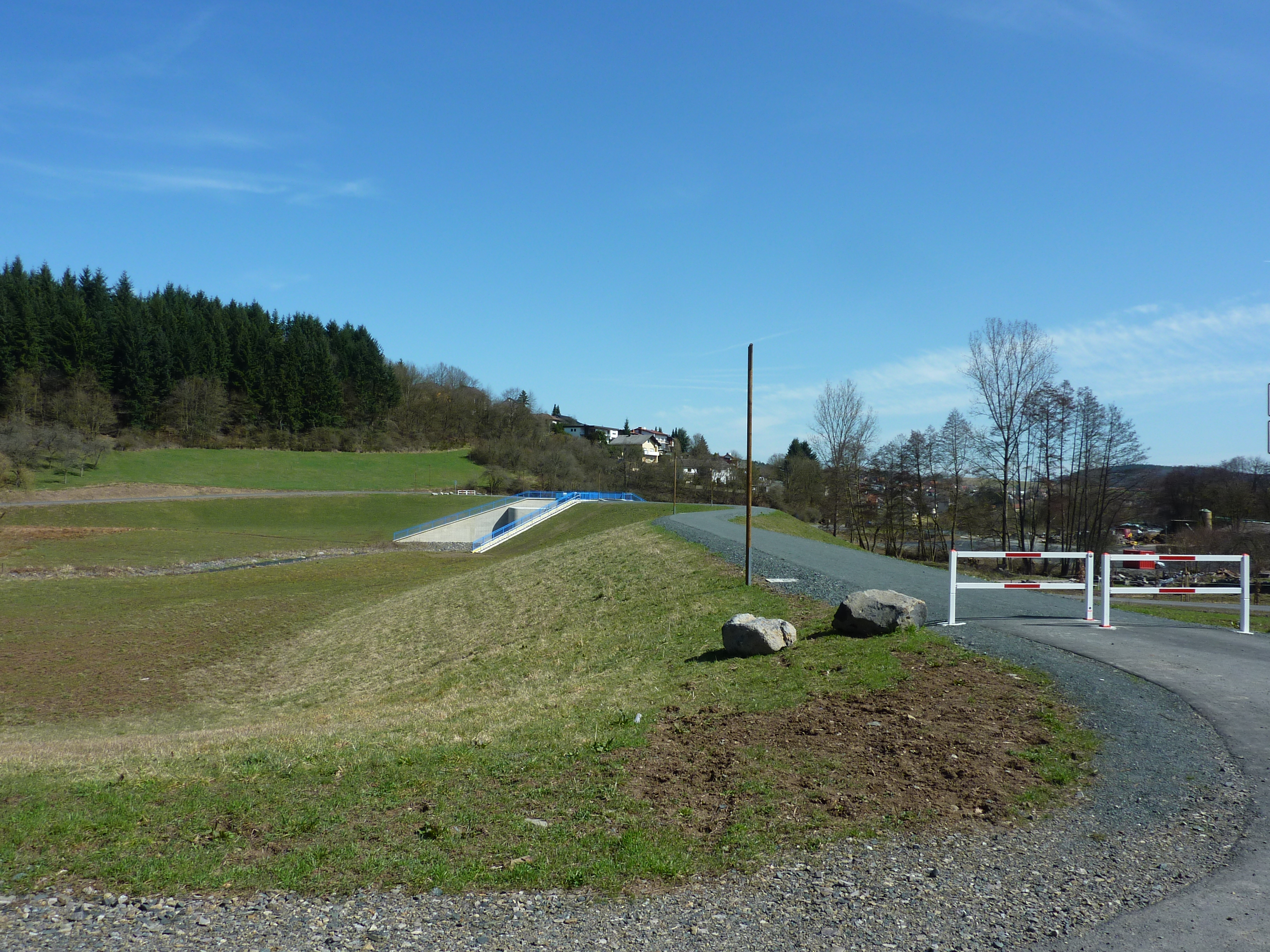
Hochwassersperrwerk „Waldmühle“, südwestlich der Ortschaft im Salbödetal

 Um die Jahreswende 2006/2007 wurden in diesem Bereich umfangreiche Arbeiten zur Renaturierung der Salzböde und zur gleichzeitigen Schaffung eines Regenwasser-Rückhaltesystems im Oberlauf zum Schutz vor den periodischen Hochwasserständen begonnen und im April 2013 fertiggestellt.
Am westlichen Rand des Gemeindegebiets von Weidenhausen wird dieser Wiesengrund auf seiner Nordseite vom Fuß des 357 m hohen Himerich (auch als Hemerich geschrieben; nicht zu verwechseln mit dem südlich bei Rodenhausen gelegenen 475 m hohen Hemmerich) begrenzt. Dieser annähernd kuppelförmige, das Salzböde-Tal einengende Berg erhebt sich steil mit einer Gipfelhöhe von 357 m über dem Tal und ist außer an seinen etwas flacher verlaufenden Ost- und Nordostflanken vollständig von einem Eichen-Hainbuchen-Buchen-Mischwald mit vereinzelten Nadelbaumanteilen bedeckt.
Das immer breiter werdende Salzbödetal beschreibt um den Himerich herum einen weiten Bogen nach Ostnordost, wobei der Bach selbst zunächst eher am südöstlichen Rand entlang fließt. Dann schwenkt der Bachlauf in eine ziemlich genau östliche Richtung mit leicht südlicher Neigung um, während die Talsenke relativ weit und beinahe eben wird. Dieses Wiesental erstreckt sich bis in die Gemarkung Erdhausen, bevor der Bach erneut von näher zusammenrückenden Hügeln eingeengt wird.
Die südliche Begrenzung des Salzbödetals bildet auch im Gemeindegebiet Weidenhausen eine fast ununterbrochene Hügelkette praktisch ohne Absenkungen oder nennenswerte Höhenunterschiede in den Kammlagen, welche die Salzböde eigentlich von Beginn an in ihre Fließrichtung zwingt. Diese Höhenlagen erheben sich bis auf wenige Ausnahmen mit recht steilen Hängen und sind wie der Himerich fast komplett mit einem sommergrünen Eichen-Hainbuchen-Buchen-Mischwald mit vereinzelten Nadelwaldpflanzungen bewachsen. Etwa dort, wo die Salzböde ihren Bogen nach Ostnordost beginnt, mündet ein rechter Nebenfluss ein, der Seibertshäuser Bach. Dieser wiederum kommt aus einem blind endenden Seitentälchen, dessen nordwestliche Öffnung in das Salzbödetal hinein eine Art Durchbruch in der bereits beschriebenen Hügelkette bildet. In diesem Tälchen stand seinerzeit die im 14. Jahrhundert wüst gefallenen Ortschaft Seibertshausen (s. hierzu unter Regionale und Ortsgeschichte im folgenden Abschnitt). Oberhalb dieses Tälchens – und damit die Hügelkette eben doch lückenlos fortsetzend – steigen die bewaldeten Hänge bis zu der als Zollbuche bezeichneten Kammlage an. Die gesamte Ausdehnung des beschriebenen Tälchens mit den umgebenden Hanglagen wird im örtlichen Sprachgebrauch oft heute noch schlicht als Seibertshausen zusammengefasst.

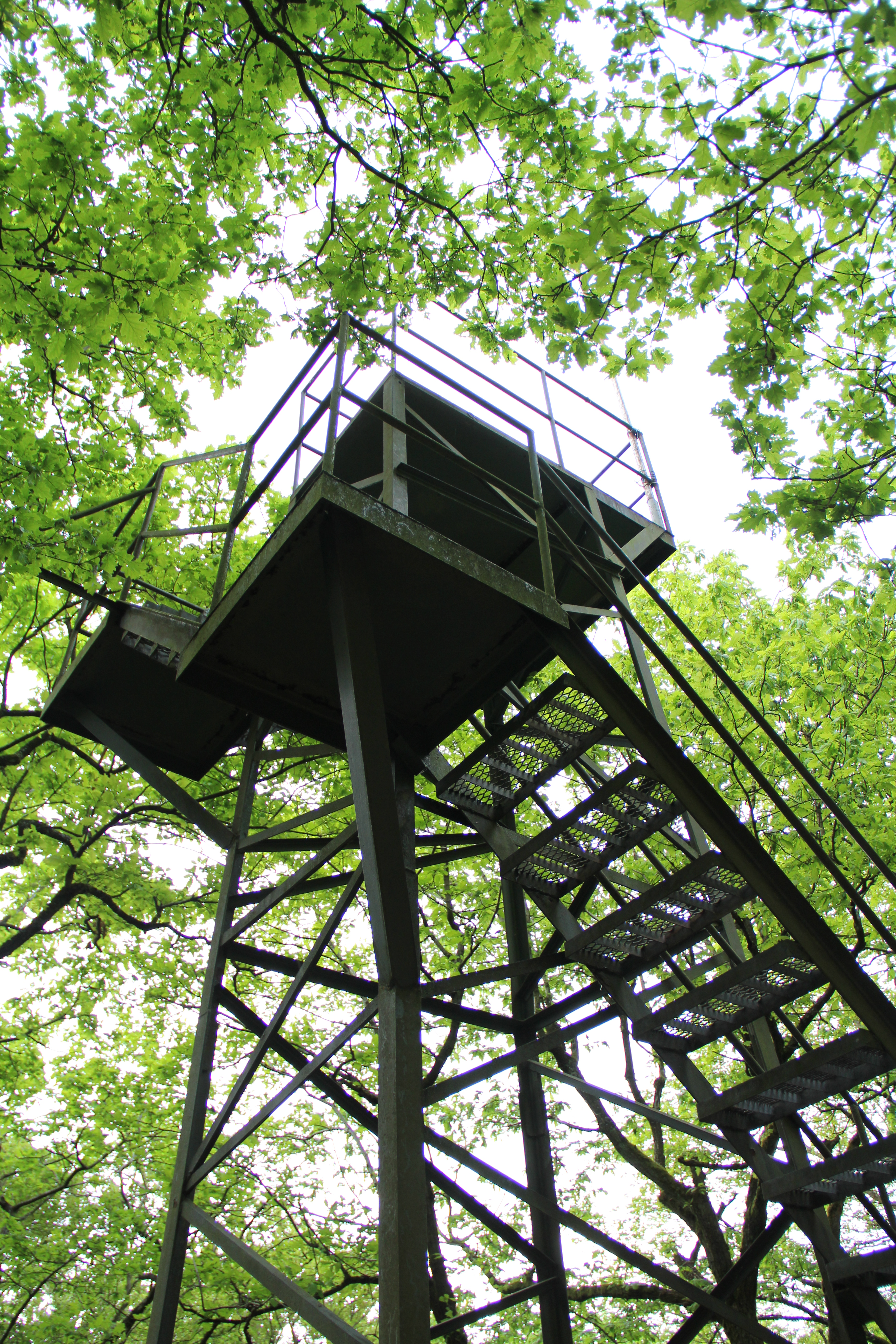
Aussichtsturm auf dem Köpfchen – derzeit (Stand 2014) wird der Turm von den umstehenden Bäumen überragt, so dass die belaubten Bäume die Aussicht stark einschränken

Die an den Ausgang des Seibertshäuser Tälchens nordöstlich anschließende bewaldete und steile West- bis Nordwestnordhanglage wird mit der Flurbezeichnung Haardt belegt. Daran schließt sich als reine Nordlage weiter östlich die so genannte Krieb an. Oberhalb der Krieb erhebt sich dann auch – kaum merklich inmitten der umgebenden, ebenfalls bewaldeten Kammlagen – der geografisch höchste Punkt der Weidenhäuser Gemarkung, die Weidenhäuser Koppe, deren Aussichtsturm im dichten Wald allerdings kaum auszumachen ist.
Die Krieb genannte Hanglage setzt sich nach Osten, bereits in der Gemarkung der Nachbargemeinde Erdhausen, als Gerspel fort. Die bewaldeten Höhen laufen ebenfalls fast ohne merkliche Absenkungen über verschiedene kleinere Hügel bis zur Koppe oberhalb von Erdhausen (s. u. Naturdenkmäler), der nach einer Art Sattelmulde östlich der nur drei Meter niedrigere Dreisberg schon in der Gemarkung Mornshausen folgt.
Während die Ostflanke des Himerichs mit einem Gefälle zwischen über 15 % und 8 % bis zum Talgrund der Salzböde hinunterreicht, geht die Nordostflanke des Berges bereits etwas oberhalb der halben Höhe zwischen Gipfelpunkt und Tal in eine lang gestreckte Folge von Höhenrücken über, die letztlich die Ortslage weiträumig in einem nicht ganz lückenlosen Halbkreis nördlich umschließt. Im Osten der Gemarkung läuft diese Folge von Erhebungen und Senken relativ niedrig in einem einigermaßen flachen Abhang zum Salzbödetal hin aus.
Der direkt vom Himerich ausgehende Sattel ist dabei auf seiner östlichen Seite, zum Ort und damit zum Salzbödetal hin, immerhin auch ziemlich steil. Im Westen und Nordwesten bildet er hingegen eine Art flache Mulde, die aber ihrerseits schon wieder in recht hohe Kammlagen hinaufstrebt. Dieser Höhenzug ist von einer engen, aber tiefen Einkerbung begrenzt, wo der Römershäuser Bach nach einem scharfen Umschwenken von einer südlichen auf eine ostsüdöstliche Fließrichtung von Westen her diese Höhenlagen durchbricht. Unmittelbar an dessen Ufer aber steigt das Gelände schon wieder fast senkrecht zu einem Feldgehölz auf. Nördlich der Weidenhäuser Ortslage sind die Hänge im Allgemeinen nicht so steil wie südlich, aber dennoch bildet sich hier eine durchgehende Höhenlage aus.
Nach einem weiteren Einschnitt, der von einem linken Zufluss des Römershäuser Bachs, dem sehr kurzen Lutzebach, von Norden her durchflossen wird, steigt das Gelände erneut sehr steil zu einer bewaldeten Höhe auf, deren ortsnächster Teil als Cromerg oder Krumerich bezeichnet wird. Diese lang gestreckte Höhenlage geht dann über in einen kleinen flachen Hügel, den Haumbach. Auch neben diesem bildet sich nach Osten hin eine Art Absenkung, die zum östlichen Rand der Gemarkung hin in einem letzten bewaldeten Hügel, dem Epscheid, sich noch einmal erhebt, bevor dann ein eher sanfter Abfall zum Salzbödetal diesen Bogen beendet. Aus dem Bereich zwischen Cromerg und Haumbach entspringt ein kleines Fließgewässer, das als Froschgraben bezeichnet wird. Es fließt hart am Ostrand der bebauten Ortslage südlich und dann westlich, bevor es dann in große Kanalrohre gefasst ist. Ursprünglich handelt es sich hierbei um einen zeitweise nicht ganz kleinen linken Zufluss der Salzböde, dessen alter Name Mühlgraben bereits für sich spricht (s. u. Wirtschaftliche Entwicklung).

## Geschichte

### Regionale und Ortsgeschichte
Zwischen 500 und 600 n. Chr. wurde Mittelhessen in den fränkischen Staatsverband eingegliedert. Die „‑hausen‑Orte“ in diesem Raum entstanden danach im Zuge der fränkischen Staatskolonisation, in der Zeit vom 6. bis ins 8. Jahrhundert n. Chr. Auch Weidenhausen dürfte in dieser Zeit entstanden sein.
Es ist unbekannt, wann der massive Wehrturm auf einer leichten Anhöhe im alten Dorfkern errichtet wurde. Er könnte durchaus ein bis zwei Jahrhunderte vor Ersterwähnung der Siedlung Weidenhausen als Widinhusin juxta Gladinbach im Jahre 1336 (s. u.) entstanden sein. Das meterdicke Mauerwerk dieses Turms wie auch des zu einem späteren Zeitpunkt angefügten Kirchenschiffs in Bruchsteinmauertechnik sind weitgehend aus dem ortstypischen Grauwacken oder Diabas ausgeführt. Die gesamte Bauweise mit sehr hoch liegenden, später vergrößerten Fenstern macht deutlich, dass sowohl der Turm als auch diese ganze Alte Kirche zu ihrer Entstehungszeit durchaus als Schutzgemäuer (Wehrkirche) gedacht waren.
Auswirkungen der Dernbacher Fehde
So wurde die wahrscheinlich um 1237 errichtete Burg Blankenstein im sehr nahen Gladenbach 1248 oder 1249 eingenommen und zerstört, als Sophie von Brabant für ihren Sohn Heinrich, genannt das Kind von Brabant, um die hessischen und thüringischen Erbrechte kämpfen ließ. Dieses Ereignis gehört unmittelbar in das historische Umfeld der 100-jährigen Dernbacher Fehde der Landgrafen von Hessen mit den Herrschern aus der sogenannten Ottonischen Linie des Hauses Nassau, deren Beendigung zwischen 1333 und 1336 wohl Anlass für diese Beurkundung war. Bei dieser Fehde ging es vor allem auch um die Vorherrschaft im südlichen Hessischen Hinterland, und eines der schwersten Gefechte dieser Fehde fand 1327 bei Seibertshausen statt. 1336 mussten viele bisherige Inhaber von Besitzungen, die auf Seiten der letztlich unterlegenen Nassauer gestanden hatten, Rechte und Besitz an Hessen abtreten, eben auch in Weidenhausen. Als treue Anhänger der Landgrafen, welche die Hauptlast der über hundertjährigen Auseinandersetzungen getragen hatten, mussten die landadligen Herren von Dernbach nach dem Ende der Fehden ihren damaligen Sitz (Alt-)Dernbach in der Herborner Mark, im Herrschaftsbereich der Grafschaft Nassau, aufgeben und wurden dafür 1350 mit der Burg Neu-Dernbach im heutigen Ortsteil Dernbach der heutigen Gemeinde Bad Endbach belehnt. Nutznießer der 1336 beurkundeten Gebietsgewinne für Hessen waren u. a. der Deutsche Ritterorden in Marburg – an den namentlich Dammo von Muschenheim und Kraft von Bellersheim ihre Güter abgeben mussten – und weiterer Landadel, der ebenfalls auf Seiten des Landgrafen von Hessen gestanden hatte.
Vor diesem Hintergrund erscheint eine Entstehung des hochmittelalterlichen Wehrturms in Weidenhausen im 13. oder gar im 12. Jahrhundert als sehr wahrscheinlich, an den später ein Kirchenschiff angebaut wurde. Er diente danach als Chorturm. Damit wäre allerdings zugleich auch eine bestehende nennenswerte Ansiedlung bereits zu dieser Zeit anzunehmen. Etymologische Untersuchungen des Ortsnamens deuten allerdings auf noch wesentlich frühere und wohl auch seither ununterbrochen bestehende Besiedlung der Ortslage hin.
Eine detaillierte Schilderung der geschichtlichen und politisch-geographischen Bedingungen im Siedlungsraum Oberes Salzbödetal vor und um die Zeit der ersten urkundlichen Erwähnung Weidenhausens findet sich auch unter Bad Endbach, dort besonders in den Abschnitten 2. und speziell 4.
Obergericht – Untergericht
„Obergericht“ und „Untergericht“ sind geografische Namen; das waren Verwaltungsbezirke/Gerichtsbezirke des Amtes Blankenstein. Das Obergericht lag vom Amtssitz Blankenstein aus gesehen am Oberlauf der Salzböde, also oben, daher der Name, das Untergericht lag unten und wurde daher als Untergericht bezeichnet.
Bereits zwischen 1297 und 1307 war das spätere Untergericht des Amtes Blankenstein, gegen Westen, gegen die damalige Grafschaft Nassau, mit der Innenheege (siehe Mittelhessische Landheegen) – einem 30 bis 50 m breiten, fast undurchdringlichen Gehölzstreifen – als Landwehr abgesichert worden. Die Innenheege ist heute noch an der Grenze zu den Nachbargemeinden Bad Endbach und Bischoffen (die Gemeinde Bad Endbach ist dabei deckungsgleich mit dem Obergericht des Amtes Blankenstein) erkennbar.
Um das Jahr 1400 zählte man in Weidenhausen laut der Dorfchronik des bis in die 1950er Jahre im Dorf tätigen Hauptlehrers Durcholz 18 Haushalte. Zu diesem Zeitpunkt war bereits die Gemarkung des einstigen, südwestlich angrenzenden Dorfes Seibertshausen als Wüstung in das Ortsgebiet einbezogen. Die Bevölkerung von Seibertshausen war offenbar um die Jahre 1348/1350 der Pest zum Opfer gefallen bzw. nach Weidenhausen zugewandert.
Im Jahr 1502 sind 19 Häuser in Weidenhausen nachgewiesen, davon wahrscheinlich bereits 2 Mühlen. 1546 waren es dann 39 Haushaltungen, 1577 46 bewirtschaftete Häuser. Im Dreißigjährigen Krieg wurde auch Weidenhausen schwer geschädigt. Waren noch 1630 44 landwirtschaftliche Haushalte vorhanden, 36 davon sogar als Vollerwerbsbetriebe, wurden 1634 schwere wirtschaftliche Opfer durch Einquartierungen von Söldnertruppen aktenkundig. 1635/36 starben dann 51 von 101 erwerbsfähigen Einwohnern an der Pest. Im Jahr 1640 wurden dann durch erneute Einquartierungen und Plünderungen weitere schwere Schäden verursacht. In der Folge waren in Weidenhausen im Jahr des Westfälischen Friedens 1648 zwar 43 Gehöfte vorhanden, davon standen jedoch 24 leer und waren teilweise fast vollständig zerstört. Die Einwohnerzahl betrug 68 Erwachsene. Ein gutes Jahrhundert später, zum Ende des Siebenjährigen Krieges 1763, war der Ort dann allerdings wieder auf 66 Gehöfte angewachsen.
Weidenhausen gehörte nach dem Ende der Dernbacher Fehde (s. o.) ab 1336 und damit bereits lang vor der Zeit des Landgrafen Philipp I., genannt „der Großmütige“, zum sogenannten Untergericht im Amt Blankenstein der Landgrafschaft Hessen. Bei der Erbteilung 1567 kam das spätere Hinterland zu Hessen-Marburg. Der Erbfolgestreit nach Aussterben der Linie Hessen-Marburg 1604 zog sich bis zu dem so genannten Hessenkrieg 1645 bis 1648 zwischen Hessen-Darmstadt und Hessen-Kassel im Rahmen des Dreißigjährigen Krieges – der in Hessen ohnehin recht blutig und mit großen Verwüstungen verbunden ausgetragen wurde (s. o.) – mit allen für Bevölkerung und Region negativen Folgen hin. Bei Beendigung des mit Waffengewalt ausgetragenen Hessenkriegs im Zusammenhang mit dem Westfälischen Frieden 1648 wurde das Amt Blankenstein zusammen mit den damaligen Ämtern Königsberg (heute Biebertal, s. o. Politisch-geografische Lage), Biedenkopf, Battenberg (Eder) und Hatzfeld (Eder) endgültig der Landgrafschaft Hessen-Darmstadt (ab 1806 Großherzogtum) angegliedert.
1821 erfolgte eine Gemeindeordnung, bei der das „Amt Blankenstein“ mit seinem Untergericht (d. i. im Wesentlichen das heutige Gladenbach) und seinem Obergericht (s. o.) zu einem Landratsbezirk Gladenbach wurde. Dieser wurde dann in 1832 mit dem Südteil des Landratsbezirks Battenberg (also dem Breidenbacher Grund und Biedenkopf) zum Landkreis Biedenkopf (auch Hinterlandkreis genannt) zusammengefasst. Ein sehr weit abgelegenes Hessisches Hinterland blieb der Landkreis allerdings nur, bis er nach dem Preußisch-Österreichischen Krieg 1868 als Teil dieser Region vom Großherzogtum Hessen abgetrennt wurde. Im Zuge dieser politisch-geografischen Neuordnung ging es in der neugebildeten preußischen Provinz Hessen-Nassau auf. Als weitere Folge wurde dabei auch die über Jahrhunderte bestehende Landesgrenze zwischen dem Hinterland und dem Marburger Land im so genannten kurhessischen Oberhessen zu einer schlichten Kreisgrenze.
Weidenhausen 1830
Die Statistisch-topographisch-historische Beschreibung des Großherzogthums Hessen berichtet 1830 über Weidenhausen:

„Weidenhausen (L. Bez. Gladenbach) evangel. Filialdorf; liegt 3⁄4 St. von Gladenbach, ist ein sehr verarmtes Dorf, das 73 Häuser und 426 evangelische Einwohner hat. Man findet 5 Mahlmühlen womit 4 Oelmühlen verbunden sind. In der Nähe ist unter Landgraf Moriz auf Blei und Silbererz gearbeitet worden.“

Diese großen staatspolitischen Entwicklungen führten folglich dazu, dass sogar das abgelegene hessische Hinterland nach 1866 allmählich immer stärker in die allgemeine Wirtschaftsentwicklung des sich bildenden Deutschen Reiches einbezogen wurde. Aber auch die Gründung der Justushütte (1837) in Weidenhausen (s. u. Wirtschaftliche Entwicklung) und später dann der Bau der Aar-Salzböde-Bahn (s. u. Öffentliche Verkehrsmittel) spielen in diesem Zusammenhang eine große Rolle für die Dorfentwicklung.
So wächst ab der Mitte des 19. Jahrhunderts die Bevölkerung allmählich immer stärker an. Damit ist der Anstoß gegeben für die stetig wachsende Siedlungsfläche der Gemeinde. Zugleich wird die Gemeinde dadurch immer stärker unabhängig vom jahrhundertelang vorherrschenden Gladenbach. In Weidenhausen siedeln sich nach und nach außer den für Bauerndörfer typischen Gewerben wie Schmied und Metzger, die bis dahin nebenberuflich von ortsansässigen Landwirten ausgeübt wurden, verschiedene Gewerbetreibende mit ihren Handelsgeschäften an. Damit entwickelt sich das Dorf allmählich von einer überwiegend bäuerlichen Gemeinschaft auch zu einer Arbeitergemeinde. Zu Beginn des 20. Jahrhunderts kommen dann auch noch der eigene Pfarrer (s. u. Religion) und schließlich der eigene Landarzt hinzu.
Während der Deutsch-Französische Krieg von 1870/71 sich wegen des schnellen Sieges des Norddeutschen Bundes eher als wirtschaftlicher Aufschwung bemerkbar machte, bedeutete der Erste Weltkrieg 1914/18 auch für Weidenhausen einen tiefen Einschnitt. Zahlreiche Männer aus dem Ort waren als Soldaten an den verschiedenen Fronten eingesetzt, und viele wurden dabei auch getötet oder schwer verwundet.
Die schwere Inflation zu Beginn der 1920er Jahre und die Weltwirtschaftskrise ab 1929 machten sich mit ihren Auswirkungen auch in der doch relativ schwach entwickelten heimischen Region spürbar.
Die politischen Entwicklungen der frühen 1930er Jahre blieben für Weidenhausen hingegen weitgehend bedeutungslos. Allerdings entwickelten sich auch im traditionell einerseits protestantisch-unpolitisch und andererseits eher sozialdemokratisch geprägten Ort im weiteren Verlauf dieser Jahre im bestehenden Dritten Reich dann doch recht starke nationalsozialistische Gruppen. Zeitweise kam es auch zu durchaus gewalttätigen Auseinandersetzungen zwischen Anhängern der herrschenden Partei und anderen Personen oder Gruppierungen, die nicht vollkommen ohne politischen Hintergrund waren. Allerdings gab es mangels ortsansässiger Juden niemals wirkliche rassistische Ausschreitungen am Ort, obwohl sich etliche Weidenhäuser an Aktivitäten gegen jüdische Personen und Einrichtungen im nahen Gladenbach beteiligten.
Auch der Zweite Weltkrieg führte zu großen Verlusten an Männern und teilweise auch Frauen in Weidenhausen. Die direkten Auswirkungen beschränkten sich für den Ort allerdings neben den langen Abwesenheiten und schmerzlichen Verlusten bei den jungen Menschen auf zeitweilige Einquartierungen deutscher Soldaten der Reservetruppen und später dann von so genannten Ausgebombten, Evakuierten aus verschiedenen städtischen Regionen vor allem des Ruhr- und des Rhein-Main-Gebietes. Daneben waren sogenannte Fremdarbeiter – Kriegsgefangene und aus Osteuropa verschleppte Zivilisten – sowohl in der Justushütte als auch in landwirtschaftlichen Betrieben in Weidenhausen eingesetzt. Für die lokale Geschichtsschreibung ein wesentliches und einschneidenderes Ereignis war dann aber am 18. September 1944 ein verheerendes Großfeuer in der alten Ortsmitte, dem vier der ältesten und größten bäuerlichen Anwesen ganz oder teilweise zum Opfer fielen. Am 7. Dezember 1944 wurde Weidenhausen Schauplatz eines der Fliegermorde im Marburger Hinterland 1944, zu dessen Erinnerung im September 2021 ein Stolperstein verlegt wurde.

Kriegsende 1945
Das Kriegsende kam für Weidenhausen im März 1945 relativ friedlich durch den Einmarsch amerikanischer Truppenverbände aus Richtung Zollbuche. Nur Stunden vorher war eine ziemlich abgekämpfte und vollkommen unzureichend ausgerüstete Truppe deutscher Reservisten auf den eigenen Pferdefuhrwerken und zum Großteil zu Fuß gerade noch rechtzeitig aus dem Dorf abgezogen, um sich dann in sicherer Entfernung zu Dörfern und Städten kurze Zeit später kampflos den amerikanischen Soldaten zu ergeben. Das Regime der amerikanischen Soldaten, die für ein paar Wochen in der alten Schule und ein paar anderen Gebäuden wie Gasthöfen als Besatzung einquartiert wurden, war dann auch keineswegs besonders hart.
Bei der Auflösung Preußens nach dem Zweiten Weltkrieg verblieb der Landkreis Biedenkopf mitsamt der Gegend um Weidenhausen im neu zugeschnittenen Land Groß-Hessen, später dann (seit 1946) Hessen, seit 1949 Bundesland Hessen.
In den späten 1940er und frühen 1950er Jahren kamen dann zahlreiche Vertriebene nach Weidenhausen (s. u. Religion), wodurch die Ortschaft letzten Endes sogar nochmals stärker anwuchs. So wurden 1948 insgesamt 631 Personen als Heimatvertriebene, Flüchtlinge oder auch immer noch Evakuierte aufgelistet bei einer Gesamtbevölkerung von ca. 2300 Personen. Noch 1961 wurden ca. 430 Personen als Neubürger bezeichnet, entstammten also dieser unfreiwilligen Zuwanderungswelle. Weitere Zuwanderung erfolgte in den 1960er Jahren durch die so genannten Gastarbeiter zunächst aus Italien und Portugal, in den 1970er Jahren dann zunehmend aus der Türkei.
Hessische Gebietsreform (1970–1977)
Im Zuge der Gebietsreform in Hessen entstand zum 1. Juli 1974 aus den Altkreisen Biedenkopf und Marburg der jetzige Landkreis Marburg-Biedenkopf. Durch den zeitgleich erfolgenden Zusammenschluss wurde das flächen- und bevölkerungsmäßig relativ große Dorf Weidenhausen gemeinsam mit zwölf weiteren, teilweise sehr kleinen Orten in eine neue Großgemeinde aus dann 15 bis dahin selbstständigen Gemeinden einbezogen, auf die das Stadtrecht der als regionales Zentrum geltenden Kleinstadt Gladenbach ausgedehnt wurde.
Ab den späten 1990er Jahren wanderten dann noch einmal verstärkt Familien aus der ehemaligen Sowjetunion nach Weidenhausen zu. Gleichzeitig verstärkte sich die schon seit den 1970er Jahren bestehende Abwanderungsneigung vor allem der jüngeren Einheimischen, die in vielen ländlichen Regionen Deutschlands zu beobachten ist.

### Gerichte seit 1821
Die Rechtsprechung gibt 1821 im Rahmen der Trennung von Justiz und Verwaltung auf die neu geschaffenen Landgerichte über. „Landgericht Gladenbach“ war daher von 1821 bis zur Abtretung an Preußen 1866 die Bezeichnung für das erstinstanzliche Gericht in Gladenbach. Für die Provinz Oberhessen wurde das Hofgericht Gießen als Gericht der zweiten Instanz eingerichtet. Übergeordnet war das Oberappellationsgericht Darmstadt.
Nach der Abtretung des Kreises Biedenkopf an Preußen infolge des Friedensvertrags vom 3. September 1866 zwischen dem Großherzogtum Hessen und dem Königreich Preußen wurde der Landgerichtsbezirk Gladenbach preußisch. Im Juni 1867 erging eine königliche Verordnung, die die Gerichtsverfassung im vormaligen Herzogtum Nassau und den vormals zum Großherzogtum Hessen gehörenden Gebietsteilen neu ordnete. Die bisherigen Gerichtsbehörden sollten aufgehoben und durch Amtsgerichte in erster, Kreisgerichte in zweiter und ein Appellationsgericht in dritter Instanz ersetzt werden. Im Zuge dessen erfolgte am 1. September 1867 die Umbenennung des bisherigen Landgerichts in Amtsgericht Gladenbach. Die Gerichte der übergeordneten Instanzen waren das Kreisgericht Dillenburg und das Appellationsgericht Wiesbaden.
Vom 1. Oktober 1944 bis 1. Januar 1949 gehörte das Amtsgericht Gladenbach zum Landgerichtsbezirk Limburg, danach aber wieder zum Landgerichtsbezirk Marburg. Am 1. Juli 1968 erfolgte die Aufhebung des Amtsgerichts Gladenbach, welches fortan nur noch als Zweigstelle des Amtsgerichts Biedenkopf fungierte. Am 1. November 2003 wurde diese Zweigstelle schließlich aufgelöst.

### Verwaltungsgeschichte im Überblick
Die folgende Liste zeigt die Staaten und Verwaltungseinheiten, denen Weidenhausen angehört(e):
- ab 1336: Heiliges Römisches Reich, Landgrafschaft Hessen, nach Ende der Dernbacher Fehde und Friedensschluss mit Nassau
- um 1360: Heiliges Römisches Reich, Landgrafschaft Hessen, Gericht Gladenbach.
- um 1400: Heiliges Römisches Reich, Landgrafschaft Hessen, Amt Blankenstein, Untergericht Gladenbach.
- vor 1567: Heiliges Römisches Reich, Landgrafschaft Hessen, Amt Blankenstein, Untergericht Gladenbach
- ab 1567: Heiliges Römisches Reich, Landgrafschaft Hessen-Marburg, Amt Blankenstein, Untergericht Gladenbach[18]
- 1604–1648: strittig zwischen Hessen-Kassel und Hessen-Darmstadt (Hessenkrieg)
- ab 1604: Heiliges Römisches Reich, Landgrafschaft Hessen-Kassel, Amt Blankenstein
- ab 1627: Heiliges Römisches Reich, Landgrafschaft Hessen-Darmstadt, Oberfürstentum Hessen, Amt Blankenstein, Untergericht Gladenbach[19][20]
- ab 1806: Großherzogtum Hessen,[Anm. 2] Fürstentum Oberhessen, Amt Blankenstein, Land- und Rügengericht[21]
- ab 1815: Großherzogtum Hessen, Provinz Oberhessen, Amt Blankenstein
- ab 1821: Großherzogtum Hessen, Provinz Oberhessen, Landratsbezirk Gladenbach[Anm. 3]
- ab 1832: Großherzogtum Hessen, Provinz Oberhessen, Kreis Biedenkopf
- ab 1848: Großherzogtum Hessen, Regierungsbezirk Biedenkopf
- ab 1852: Großherzogtum Hessen, Provinz Oberhessen, Kreis Biedenkopf
- ab 1867: Norddeutscher Bund[Anm. 4], Königreich Preußen,[Anm. 5] Provinz Hessen-Nassau, Regierungsbezirk Wiesbaden, Kreis Biedenkopf (übergangsweise Hinterlandkreis)[20]
- ab 1871: Deutsches Reich, Königreich Preußen, Provinz Hessen-Nassau, Regierungsbezirk Wiesbaden, Kreis Biedenkopf
- ab 1918: Deutsches Reich (Weimarer Republik), Freistaat Preußen, Provinz Hessen-Nassau, Regierungsbezirk Wiesbaden, Kreis Biedenkopf
- ab 1932: Deutsches Reich, Freistaat Preußen, Provinz Hessen-Nassau, Regierungsbezirk Wiesbaden, Landkreis Dillenburg
- ab 1933: Deutsches Reich, Freistaat Preußen, Provinz Hessen-Nassau, Regierungsbezirk Wiesbaden, Landkreis Biedenkopf
- ab 1944: Deutsches Reich, Freistaat Preußen, Provinz Nassau, Landkreis Biedenkopf
- ab 1945: Amerikanische Besatzungszone, Groß-Hessen, Regierungsbezirk Wiesbaden, Landkreis Biedenkopf
- ab 1946: Amerikanische Besatzungszone, Hessen, Regierungsbezirk Wiesbaden, Landkreis Biedenkopf
- ab 1949: Bundesrepublik Deutschland, Hessen, Regierungsbezirk Wiesbaden, Landkreis Biedenkopf
- ab 1968: Bundesrepublik Deutschland, Hessen, Regierungsbezirk Darmstadt, Kreis Biedenkopf
- ab 1974: Bundesrepublik Deutschland, Hessen, Regierungsbezirk Kassel, Landkreis Marburg-Biedenkopf, Gemeinde Gladenbach[Anm. 6]
- ab 1981: Bundesrepublik Deutschland, Hessen, Regierungsbezirk Gießen, Landkreis Marburg-Biedenkopf, Gemeinde Gladenbach

### Wirtschaftsgeschichte

#### Wirtschaftliche Entwicklung
Das ursprünglich fast rein bäuerlich geprägte Dorf Weidenhausen lag nicht nur aus politischen Gründen in einem ziemlich entlegenen Winkel des Heiligen Römischen Reiches Deutscher Nation. Es lag auch abseits der wirklich bedeutenden Handels- und Fernverbindungsrouten (vergleiche dazu Verkehr). Lediglich die wohl schon recht lange Tradition (?) des heutigen Landgasthofes Petersburg, (der erst nach dem Bau der Kunststraße Biedenkopf-Gießen zwischen 1817 und 1825 an der Strecke zur Zollbuch gebaut wurde) deutet an, dass am Ort ein mit Sicherheit geringer Nutzen von den alten Handelswegen gewonnen werden konnte.
Zugleich machten es die klimatischen und geologischen Bedingungen den Landwirten nicht leicht, hinreichende Erträge aus Ackerbau und Viehzucht zu erzielen. Ein Großteil der Ortslage sind relativ steile Hänge, dazu ist der Untergrund überwiegend steinig-felsig mit nur dünner Erdkrume. Wie schon ausgeführt, gehört die Ortslage geologisch zu den Ausläufern des Westerwaldes. Tatsächlich findet sich großflächig die anstehende Grauwacke recht dicht unter der Oberfläche als schiefriges bis felsiges Gestein, das an etlichen Stellen auch in Steinbrüchen als Diabas oder Grünstein abgebrochen wurde. Die Erträge wurden zusätzlich negativ beeinflusst durch die nach Osten hin offene Tallage, die eher kalte kontinentale Ost- als gemäßigte Westwetterlagen und daher nur relativ kühle Durchschnittstemperaturen ermöglicht.
Arbeiterbauerndorf, Nebenerwerbslandwirtschaft
Es war auch wenig hilfreich für eine auskömmliche Ertragslage der bäuerlichen Familienbetriebe, dass im Hessischen Hinterland im Erbfall die Realteilung üblich war. So waren viele der örtlichen Kleinbauern gezwungen, durch Nebenerwerbe sich den Lebensunterhalt zu sichern. Möglichkeiten dazu bestanden zum einen in den umliegenden Wäldern, die wie zum Beispiel der weitaus überwiegende Teil des ehemaligen Gebietes der Gemeinde Seibertshausen als landesherrliche oder später Staatsforste ja auch bewirtschaftet werden mussten. Zum anderen boten sich bestimmte Gewerbe wie Schmiede, Sattlerei, Stellmacherei an. Dennoch war es bis in das 19. Jahrhundert durchaus üblich, dass Frauen und Männer in abendlichen und winterlichen Spinnstuben vornehmlich Strümpfe produzierten, die dann von den Männern im Winterhalbjahr in Form des ambulanten Handels zu Fuß auf die Märkte gebracht wurden. Noch im 20. Jahrhundert pflegten einige ältere Bauern beim geselligen Pfeiferauchen Strümpfe zu stricken.

#### Eisenverhüttung und -verarbeitung ab 1450
Bereits im 15. und 16. Jahrhundert wurde in Weidenhausen Eisenerz verhüttet und das Eisen in einer Waldschmiede verarbeitet. Das ist belegt dadurch, dass sich die Grafschaft Wittgenstein 1450 Hüttenleute und Waldschmiede aus Weidenhausen holten, um in ihrer Grafschaft die Eisenverarbeitung auszubauen. Die Waldschmiede (verm. Standort Waldmühle) brach man aber 1529 aus unbekannten Gründen ab (vermutlich Holzkoleknappheit wegen Holzmangel, siehe Hüttner-Hütte bei Wommelshausen) und machte eine Wiese daraus.

##### Die Justushütte, Hochofenbetrieb von 1840 bis 1883
Im Jahr 1837 gründete Justus Kilian aus Lüdenscheid (Westfalen) in Weidenhausen am Mühlgraben (s. o. Geografische Ortslage) unterhalb der Neumühle die „Justushütte“. Er ließ einen „Holzkohle-Hochofen“ errichten, der 1840 angeblasen wurde. Die Eisensteine kamen aus den Gruben „Ebscheid“ bei Weidenhausen, „Elisabeth“ bei Dernbach, „Ritschtal“ bei Rachelshausen und „Elterstieg“ bei Römershausen. Die Grube auf dem Epscheid war als Grube „Neuschweden“ 1837 an Justus Kilian verliehen worden. Zunächst begann der Abbau im Tagebau, später in kleinen Schächten. Anfänglich deckte die Grube 75 % des Bedarfs des Hochofens auf der Justushütte. 1873 war das Erzvorkommen nahezu abgebaut und die Grube wurde geschlossen. Danach musste, wie bisher auch, hochwertigeres Erz aus dem Schelderwald zugekauft werden, da die Erze aus Weidenhausen und den Gruben der näheren Umgebung nur einen durchschnittlichen Fe-Gehalt von ca. 30 % aufwiesen. Bis die Grube „Neuschweden“ auf dem Epscheid geschlossen wurde, hatte sie ca. 14.000 t Eisenerz geliefert. Auch die Holzkohle wurde wegen der zahlreichen Hütten zunehmend knapp und außerdem konnten die neuen Koks-Hochöfen an den neuen Bahnstrecken im Dill- und Lahntal billiger und mehr Roheisen produzieren. So musste der erste und einzige Hochofen im Salzbödetal 1883 stillgelegt werden.
Eisengießerei
Von da an bezog die Hütte ihr Roheisen fremd und wurde fortan als Eisengießerei mit Kupolöfen betrieben. Hergestellt wurde auf der „Justushütte“ nahezu alles, was sich in Eisen gießen ließ, u. a. Geländer, Zäune, Gitter, Türbeschläge, Grabkreuze, Säulen, Veranden, Balkone, Schwengelpumpen für Wasser und verschiedene Gussteile für Maschinen. Das Werk spezialisierte sich später auf Herde, Öfen und Heizgeräte (siehe hierzu auch den Hauptartikel Lahn-Dill-Gebiet).
Die Herde, besonders die Öfen waren aufwendig und kunstvoll verziert u. a. mit historistischen, floralen und später Jugendstil Elementen und Ornamentbändern. Dies belegen die Zeichnungen in den Musterbüchern der Hüttenwerke, z. B. die der Justushütte in aus dem Ende des 19. Jh./Anfang des 20. Jh.
Infolge dieser Industrieansiedlung bot sich der Bevölkerung der Region zunehmend die Möglichkeit, als gewerblicher Arbeitnehmer ein Auskommen zu finden. Weidenhausen entwickelte sich daher zu einem halb bäuerlichen, halb industriell-gewerblich geprägten Ort mit einem großen Anteil an Nebenerwerbs-Landwirtschaft (Arbeiterbauerndorf).

##### Justushütte – Chronologie
Die Justushütte wurde schon im Jahre 1852 an Unternehmer Georg Friedrich Schulz verkauft, dessen Sohn Konrad und Schwiegersohn Wehrenbold den Betrieb danach weiterführten. Nach dem Ausscheiden Wehrenbolds wurde die Justushütte 1875 in die Rechtsform einer GmbH umgewandelt. Im Jahre 1941 übernahm die Gießener Firma Heyligenstaedt die Justushütte. 1945 waren ca. 200 Arbeitnehmer in dieser Firma beschäftigt, darunter auch viele so genannte Fremdarbeiter (s. o. Regionale und Ortsgeschichte). In den 1980er Jahren wurde im Zusammenhang mit der Krise der Firma Heyligenstaedt die Justushütte an die Firma Viessmann verkauft. Bei ihrer Schließung durch Konkurs in den 1990er Jahren waren 460 Personen bei der Justushütte beschäftigt. Inzwischen (Stand 2006) hat die Firma Oranier aus Dillenburg auf dem Werksgelände eine gegenüber früheren Zeiten stark verkleinerte Produktion aufgenommen.

#### Andere Gewerbe
Im gesamten 19. und 20. Jahrhundert gab es immer wieder zahlreiche Versuche Einzelner, sich aus dem personengebundenen Kleingewerbe hin zu größeren Betrieben zu entwickeln. Zu nennen ist hier besonders der einstmals bedeutende Mühlenbaubetrieb – Ende des 19. bis Anfang des 20. Jahrhunderts – in der Mühlstraße. Daneben siedelten sich zeitweise Zweigbetriebe auswärtiger Firmen in Weidenhausen an.
Mit die älteste und zugleich die wohl wichtigste dieser zusätzlichen Erwerbsmöglichkeiten durch auswärtige Firmen war die Zigarrenfabrikation der Firma Rinn & Cloos, die von 1916 bis in die späten 1970er Jahre in ihrem großen Gebäude unweit der Schulzes Villa an der Petersburg (das ist die Bundesstraße 255 in der Ortslage) fast ausschließlich Frauen bis zu 100 Arbeitsplätze bot.
Ortsansässige Handwerksmeister bauten sich zeitweise recht große Betriebe auf (z. B. Schreinereien; Fa. Rupert und Maurer), in denen jeweils bis zu 30 Personen Arbeit fanden. Alle anderen Gewerbebetriebe in Weidenhausen waren oder sind entweder Ein-Personen-Betriebe oder beschäftigen außer der Familie höchstens 1 bis maximal 3 Personen.
Zu nennen ist hier besonders der „Patent Hannes“, ein über die Region hinaus tätiger und bekannter Pump-Brunnenbauer, dessen Pumpbrunnen in nahezu allen umliegenden Ortschaften anzutreffen waren. Die gusseisernen Pumpenaufsätze (Schwengelpumpen) mit ihren Trögen kamen von der Justushütte.

## Bevölkerung

### Einwohnerstruktur 2011
Nach den Erhebungen des Zensus 2011 lebten am Stichtag dem 9. Mai 2011 in Weidenhausen 1282 Einwohner. Darunter waren 105 (= 8,2) Ausländer.
Nach dem Lebensalter waren 396 Einwohner unter 18 Jahren, 1020 zwischen 18 und 49, 501 zwischen 50 und 64 und 465 Einwohner waren älter.
Die Einwohner lebten in 948 Haushalten. Davon waren 219 Singlehaushalte, 391 Paare ohne Kinder und 336 Paare mit Kindern, sowie 81 Alleinerziehende und 21 Wohngemeinschaften. In 18 Haushalten lebten ausschließlich Senioren/-innen und in 72 Haushaltungen leben keine Senioren/-innen.

### Einwohnerentwicklung
| Quelle: | Historisches Ortslexikon                                                    |
| • 1502: | 019 Männer                                                                  |
| • 1577: | 046 Hausgesesse                                                             |
| • 1630: | 044 Hausgesesse (11 zweispännige, 25 einspännige Ackerleute, 8 Einläuftige) |
| • 1742: | 109 Haushalte                                                               |
| • 1791: | 336 Einwohner                                                               |
| • 1800: | 336 Einwohner                                                               |
| • 1806: | 375 Einwohner, 71 Häuser                                                    |
| • 1829: | 426 Einwohner, 73 Häuser                                                    |

| Weidenhausen: Einwohnerzahlen von 1791 bis 2020 | Weidenhausen: Einwohnerzahlen von 1791 bis 2020 | Weidenhausen: Einwohnerzahlen von 1791 bis 2020 | Weidenhausen: Einwohnerzahlen von 1791 bis 2020 | Weidenhausen: Einwohnerzahlen von 1791 bis 2020 |
| --- | ----------------------------------------------- | ----------------------------------------------- | ----------------------------------------------- | ----------------------------------------------- |
| Jahr |                                                 |                                                 |                                                 | Einwohner                                       |
| 1791 | 1791                                            |                                                 | 336                                             | 336                                             |
| 1800 | 1800                                            |                                                 | 336                                             | 336                                             |
| 1806 | 1806                                            |                                                 | 426                                             | 426                                             |
| 1829 | 1829                                            |                                                 | 426                                             | 426                                             |
| 1834 | 1834                                            |                                                 | 449                                             | 449                                             |
| 1840 | 1840                                            |                                                 | 512                                             | 512                                             |
| 1846 | 1846                                            |                                                 | 562                                             | 562                                             |
| 1852 | 1852                                            |                                                 | 551                                             | 551                                             |
| 1858 | 1858                                            |                                                 | 561                                             | 561                                             |
| 1864 | 1864                                            |                                                 | 596                                             | 596                                             |
| 1871 | 1871                                            |                                                 | 648                                             | 648                                             |
| 1875 | 1875                                            |                                                 | 711                                             | 711                                             |
| 1885 | 1885                                            |                                                 | 700                                             | 700                                             |
| 1895 | 1895                                            |                                                 | 827                                             | 827                                             |
| 1905 | 1905                                            |                                                 | 989                                             | 989                                             |
| 1910 | 1910                                            |                                                 | 1.104                                           | 1.104                                           |
| 1925 | 1925                                            |                                                 | 1.230                                           | 1.230                                           |
| 1939 | 1939                                            |                                                 | 1.477                                           | 1.477                                           |
| 1946 | 1946                                            |                                                 | 2.020                                           | 2.020                                           |
| 1950 | 1950                                            |                                                 | 2.170                                           | 2.170                                           |
| 1956 | 1956                                            |                                                 | 2.123                                           | 2.123                                           |
| 1961 | 1961                                            |                                                 | 2.146                                           | 2.146                                           |
| 1967 | 1967                                            |                                                 | 2.226                                           | 2.226                                           |
| 1980 | 1980                                            |                                                 | ?                                               | ?                                               |
| 1990 | 1990                                            |                                                 | ?                                               | ?                                               |
| 2000 | 2000                                            |                                                 | 2.375                                           | 2.375                                           |
| 2006 | 2006                                            |                                                 | 2.423                                           | 2.423                                           |
| 2011 | 2011                                            |                                                 | 2.382                                           | 2.382                                           |
| 2015 | 2015                                            |                                                 | 2.418                                           | 2.418                                           |
| 2020 | 2020                                            |                                                 | 2.397                                           | 2.397                                           |
| Datenquelle: Historisches Gemeindeverzeichnis für Hessen: Die Bevölkerung der Gemeinden 1834 bis 1967. Wiesbaden: Hessisches Statistisches Landesamt, 1968. Weitere Quellen: LAGIS:; Ab 2000 Stadt Gladenbach (webarchiv); Zensus 2011 |                                                 |                                                 |                                                 |                                                 |

### Historische Religionszugehörigkeit
| Quelle: | Historisches Ortslexikon                                                     |
| • 1830: | 426 evangelische (100 %) Einwohner                                           |
| • 1885: | 696 evangelische, 4 katholische Einwohner                                    |
| • 1961: | 1864 evangelische (= 86,86 %), 256 römisch-katholische (= 11,93 %) Einwohner |

### Historische Erwerbstätigkeit
| • 1867: | Erwerbspersonen: 42 Landwirtschaft, 3 Forstwirtschaft, 4 Bergbau und Hüttenwesen, 47 Gewerbe und Industrie, 3 Verkehr, 59 persönliche Dienstleistungen, 1 Erziehung und Unterricht, 2 Gemeindeverwaltung. |
| • 1961: | Erwerbspersonen: 164 Land- und Forstwirtschaft, 584 produzierendes Gewerbe, 134 Handel und Verkehr, 111 Dienstleistungen und Sonstiges.                                                                   |

## Religion
Als Teil des Herrschaftsgebietes des Landgrafen Philipp I., eines einflussreichen und entschiedenen Vertreters des Schmalkaldischen Bundes, war Weidenhausen seit Einführung der Reformation 1526 protestantisch. Das hier vorherrschende Bekenntnis ist das evangelisch-lutherische. Lange Jahre war Weidenhausen lediglich eine so genannte Filiale der nächstgelegenen größeren Kirchengemeinde in Gladenbach. Im Jahre 1900 allerdings kam mit Karl Weldert erstmals ein eigener Prediger in die Gemeinde. 1904 wurde dann Weidenhausen mit dem benachbarten Römershausen aus der Kirchengemeinde Gladenbach ausgegliedert. Damit wurden Weidenhausen und das kirchenrechtlich zugeordnete Römershausen eine selbstständige evangelisch-lutherische Kirchengemeinde Weidenhausen-Römershausen in der Evangelischen Kirche in Hessen und Nassau (EKHN) mit dem Pfarrer Weldert als erstem Gemeindepfarrer.
In den Jahren 1950 bis 1952 errichteten die Mitglieder der evangelisch-lutherischen Kirchengemeinde in der Amtszeit ihres Pfarrers Lorenz in Weidenhausen in Eigenarbeit ein eigenes zweistöckiges Pfarrhaus am Ost-Ring, in dem seither die bis dahin in angemieteten Wohnungen lebenden Pfarrersfamilien wohnen konnten. Neben dem Pfarrhaus wurde damals auch ein einstöckiges Gemeindehaus für die unterschiedlichen Aktivitäten der Kirchengemeinde errichtet. Dieses Gebäude wurde allerdings recht bald in Absprache mit den entsprechenden Gremien der damals selbstständigen Gemeinde Weidenhausen tagsüber als Kindergarten genutzt. Im Laufe der Jahre wurde es aufgrund der wachsenden Anforderungen an die Ausgestaltung der Räumlichkeiten zum Betrieb eines Kindergartens immer schwieriger, andere Gemeindeaktivitäten in diesem Gebäude durchzuführen. Dies führte dann letztlich zum Neubau eines Gemeindehauses, welches im Jahr 1994 fertiggestellt wurde.
Die evangelisch-lutherische Kirchengemeinde mit ihrem damaligen Pfarrer Lenz verfügt seit 1962 über eine große, neu errichtete Kirche in der heutigen Kirchstraße, die seinerzeit die zu klein gewordene so genannte Alte Kirche im alten Ortskern ersetzt hat. In dieser Kirche gibt es Sitzplätze für bis zu 400 Personen mit Möglichkeiten, die Kapazität durch Einstellen von zusätzlichen Stühlen um weitere bis zu 150 zu erhöhen. Das großzügige und mit künstlerisch aufwändig gestalteten Glasmosaikfenstern ausgestattete Gebäude, dessen großes Satteldach nach den Worten des Pfarrers Lenz in der Festschrift zur Einweihungsfeier „im fast quadratischen Innenraum … die Anmutung eines Schiffes“ erzeugen soll, war dann hinreichend groß für die Kirchengemeinde. Direkt neben der Kirche wurde schließlich ein neues Gemeindehaus errichtet, das (s. o.) 1994 in der Amtszeit des langjährigen Pfarrers Weferling eingeweiht werden konnte. In diesem Gebäude finden sich Funktionsräume für diverse Veranstaltungen und das Büro der Kirchengemeinde.
Bereits in den frühen Jahren des 20. Jahrhunderts entwickelten sich innerhalb der evangelisch-lutherischen Kirchengemeinde zahlreiche Aktivitäten, die naturgemäß außerhalb der zu kleinen Kirche in Privaträumen stattfanden. Zahlreiche dieser Aktivitäten wurden gebündelt unter dem Dach einer Landeskirchlichen Gemeinschaft innerhalb der Kirchengemeinde. Diese errichtete sich 1935 ein eigenes Gebäude in der Bergstraße. Dort sind die zahlreichen Aktivitäten der Gemeinschaft und des Jugendbundes Entschieden für Christus auch weiterhin gesammelt.
Im Jahre 1903 gründete sich eine Freie evangelische Gemeinde (FeG), die aus seit 1846 entstandenen kleinen Bibelkreisen hervorging und sich zunächst noch in privaten Wohnhäusern traf. 1913 konnte die Gemeinde einen Versammlungssaal in der Mühlstraße errichten, der viele Jahre lang Sitz und Mittelpunkt der Gemeindeaktivitäten darstellte. Dieses Gebäude wird nach dem Auszug der FeG nunmehr von der Zeltmission benutzt, die es sich für ihre Zwecke umgebaut hat. Die FeG selbst hat sich 1979 bis 1981 ein wesentlich größeres zweistöckiges Gebäude mit Hausmeisterwohnung in der jetzigen Dorfmitte errichtet, das der wachsenden Zahl der Gemeindemitglieder einerseits und der Vielzahl der Aktivitäten andererseits wesentlich besser Raum bietet. In den Jahren 2003 und 2011 wurde auch dieses Gemeindezentrum durch Umbauten den Bedürfnissen angepasst. Unter anderem entstand ein eigenständiger Buchladen.
Nach Ende des Zweiten Weltkriegs kamen zahlreiche Vertriebene, im Wesentlichen aus Ungarn und dem späteren Jugoslawien, nach Weidenhausen. Mit ihnen lebten erstmals in großer Zahl Menschen römisch-katholischen Glaubens im Ort. Diese werden seelsorgerisch seither von der katholischen Kirchengemeinde Maria Königin in Gladenbach betreut und gehören somit kirchenrechtlich zum Bistum Limburg. In den 1960er Jahren konnte sich der in Weidenhausen lebende Teil dieser katholischen Kirchengemeinde in der Amtszeit ihres Pfarrers Pleyer in Weidenhausen am Nordring eine eigene Kirche errichten mit ca. 250 Sitzplätzen. Dieses Gebäude musste dann in der Amtszeit des langjährigen Pfarrers Zerfaß am 24. Januar 2003 wegen schwerwiegender Baumängel gesperrt werden. Es wurde am 7. August 2004 abgebrochen. Die Mitglieder der Kirchengemeinde sind seither wieder darauf angewiesen, an den Gottesdiensten in Gladenbach oder Hartenrod – das mittlerweile schon lange zum Pfarrbezirk auch des derzeitigen (Stand: März 2006) Pfarrers Peter gehört – teilzunehmen.
Nach dem Zuzug einiger Familien mit türkisch-kurdischer Abstammung in den 1990er Jahren wurden die Lager- und Werkstatträume einer aufgegebenen Firma für Steinmetzarbeiten und Baustoffhandel in der Römershäuser Straße, die von dieser Gruppe gemietet worden sind, in einen islamischen Gebetssaal umgewandelt. Die weitläufigen Gebäude auf dem großen Grundstück dienen dabei zugleich als religiös-kulturelles Gemeindezentrum dieser Glaubensrichtung innerhalb des Islam mit einem weitreichenden Einzugsgebiet in der Region.

## Politik

### Ortsbeirat
- SPD: 4
- FW: 1
- CDU: 2

Für den Stadtteil Weidenhausen wurde ein eigener Ortsbeirat installiert. Für die Sitzverteilung siehe die nebenstehende Grafik.

### Wappen und Flagge
Am 9. Juli 1954 genehmigte der Hessische Minister des Innern das Wappen mit folgender Beschreibung:
| Wappen von Weidenhausen | Blasonierung: „Im gespaltenen Schild vorn in Gold drei schräg rechts gelegte blaue Hämmer untereinander und hinten in Blau drei schräg links gelegte goldene Ähren untereinander.“ |
| Wappen von Weidenhausen | Wappenbegründung: Die Hämmer sollen an die eisen- bzw. metallverarbeitende Industrie am Ort erinnern, können jedoch auch als Schmiedehämmer angesehen werden. Sie stehen also für die handwerklich-industrielle Prägung des Ortes. Die goldenen Ähren stehen für die Landwirtschaft als dem anderen wichtigen Erwerbszweig am Ort. Die gleichgewichtige Verteilung der Symbole auf die beiden Schildhälften veranschaulicht sehr gut die etwa gleich große Bedeutung der beiden Wirtschaftszweige für den Ort und seine Bevölkerung. Das Wappen erhielt die Gemeinde Weidenhausen auf eigenen Wunsch im Jahr 1954, als das zweite große Heimatfest anlässlich der Einweihung des Dorfgemeinschaftshauses gefeiert wurde. Aus früheren Epochen sind keinerlei eigenständige Zeichen oder Symbole bekannt, da Weidenhausen immer als zu Gladenbach bzw. dem Amt Blankenstein gehörig berichtet wird. |

Die nichtamtliche Dorfflagge ist dreigeteilt in Blau, Gold, Blau; das Wappen ist in der Mitte aufgelegt.

## Kultur und Sehenswürdigkeiten

### Entwicklung des Ortsbildes

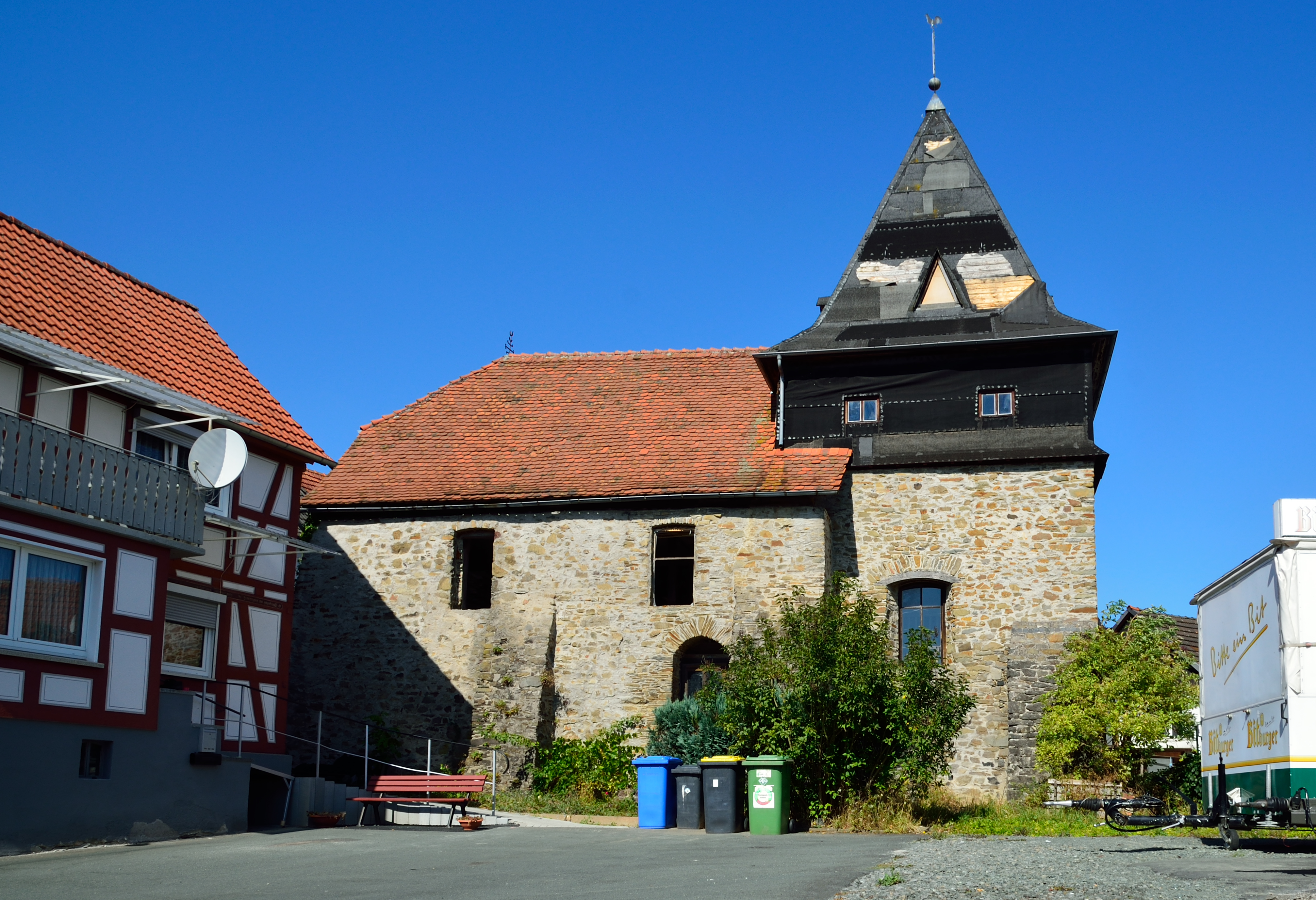
Hochmittelalterliche alte Kirche im Dorfkern

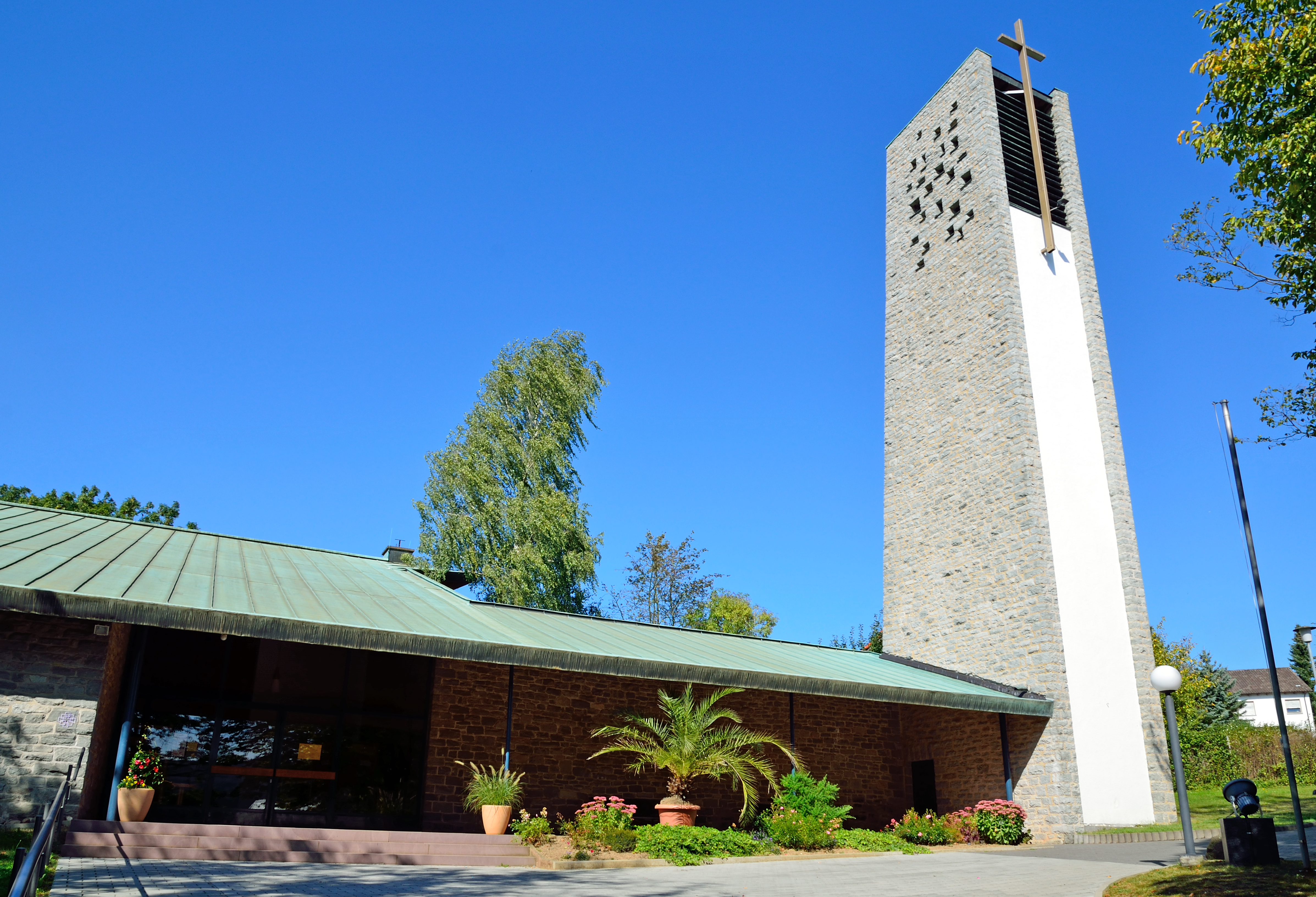
Neue Kirche

Obwohl Weidenhausen im Salzbödetal gelegen ist, hält die Bebauung doch einen großen Abstand zu diesem so unscheinbaren und relativ kleinen Gewässer. Der ursprüngliche alte Ortskern liegt zum Beispiel knapp südlich des durch den Großteil des Ortes fließenden Römershäuser Bachs in einer Entfernung von etwa einem Kilometer Luftlinie nördlich der Salzböde. Auf dieser leichten Anhöhe steht die Alte Kirche und ringsherum die mit Sicherheit auf die ersten Anfänge der Ortschaft zurückgehenden Hofanlagen in einem sehr kleinteiligen Gemenge.
Beide Gewässer, sowohl die so wenig beeindruckende Salzböde in ihrem scheinbar so weiten Tal und der oft nur wie ein Rinnsal erscheinende Römershäuser Bach, beweisen bis auf die heutige Zeit mindestens einmal jährlich, meist im Frühjahr, dass sie sehr großflächige Überschwemmungen verursachen können. Folglich entwickelte sich der Ort in einem deutlichen Abstand zu beiden Fließgewässern und bevorzugt am Fuß der Hanglagen. Die ehemalige Hauptstraße durch den Ort zum Beispiel verläuft vom Sauplaster, dem ehemals zentralen Platz knapp südlich der alten Kirche, einerseits den steilen Anstieg zur Nordostflanke des Himerich hinauf, um dann nördlich und westlich dieses Berges wieder im Salzbödetal weiter nach Wommelshausen-Hütte und dem heutigen Bad Endbach zu führen. Zum anderen aber führt diese Gemeindestraße deutlich oberhalb des Bachbettes des Römershäuser Bachs und am Fuß der Hanglagen entlang östlich und dann südlich durch den Ort. Der Römershäuser Bach wird dabei zweimal, die Salzböde nur einmal mit relativ großen Brückenbauwerken überquert.
Das Ortsbild selbst ist das eines typischen Haufendorfs. Ausgehend vom alten Kern um die Wehrkirche entwickelte sich die Siedlung zunächst zu beiden Seiten des Römershäuser Bachs (südlich Römershäuser Straße, nördlich in Hanglage oberhalb des Bachlaufs die Bergstraße) und entlang der ehemaligen Hauptstraße (jetzt Weidenhäuser Straße) vor allem bergauf nach Westen (mundartlich Lappe genannt), dann aber auch nach Osten. Die Lage der geeigneten Flächen für die landwirtschaftliche Nutzung ließ jenseits der Brücke über den Römershäuser Bach am östlichen Ende der Bergstraße eine steil ansteigende Straße entstehen (Strohberg). Daneben bildete die Mühlstraße eine Art Entwicklungsachse. Diese Straße war ehemals die direkte Verbindung zur Schneeberger Landstraße/Westfalenweg und weiter zur Provinzhauptstadt Gießen. Sie begann am Sauplaster, am Fuß des Himerichs entlang, vorbei an den beiden Mühlen im Ortsgebiet, die zumindest als Namen noch erhalten sind: die Waldmühle im Bereich der Öffnung des Seibertshäuser Tälchens in das Salzbödetal, und damit sozusagen am Fuß der Zollbuche, und die Hartenmühle unterhalb der Haardt.

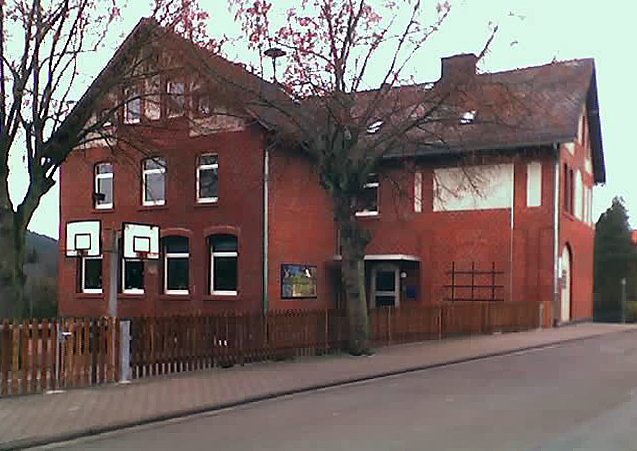
Alte Schule mit Schulhof

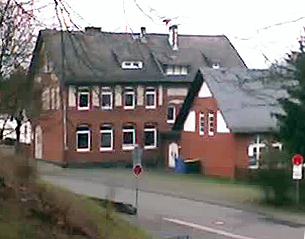
Alte Schule mit Anbau

Einige durchaus große und wichtige Gebäude entstanden dann auch nordöstlich der Hauptstraße, so auch in 1901 die (alte) Schule in Nachbarschaft zu einem durchaus schon herrschaftlich anmutenden neugebauten Wohnhaus der als Handweber und Kunsthandwerker zu Wohlstand gekommenen Familie Hinder. In diesem Bereich, dessen Achse auf das Epscheid hin ausgerichtet erscheint, entstand dann in den 1920er und frühen 1930er Jahren ein Siedlungsgebiet (ehemals Schulstraße, Gartenstraße und Wiesenstraße – heute Kirchstraße, Lerchenweg und Ostring) der sich immer weiter ausdehnenden Gemeinde oberhalb und östlich der Schule. Auch weiter hangaufwärts wurde später noch gebaut (Ostring). Als die Vertriebenen (s. u. Religion) nach dem Zweiten Weltkrieg nach Weidenhausen kamen, wurde der Ostring eines der Gebiete, wo sich die Neubürger ihre Häuser bauten. Hinzu kam die Straße in Fortsetzung des Ostrings über das obere Ende des Strohbergs hinaus, der Ost-West-Ring, der heute im örtlichen Volksmund noch immer Batschhausen (ehemals auch Lehm-Batschhausen, da viele Häuser in Lehmbauweise erstellt wurden) genannt wird in Anverwandlung der Herkunftsbezeichnung der dort zahlreich ansässigen Vertriebenenfamilien aus der Batschka bzw. aus dem Banat (Banater Schwaben).
Zwischen der Römershäuser Straße und der alten Hauptstraße wurden entlang des Nordrings und Am Weidenborn weitere Häuser gebaut, teilweise schon Ende des 19. oder Anfang des 20. Jahrhunderts. Obwohl dort schon seit längerem einzelne Häuser standen (z. B. Feld-Thomas, Lenches in der Karlstraße oder das Försterhaus der Revierförsterei Seibertshausen mit der zugehörigen Baumschule in der Mühlstraße selbst), wurde der Osthang des Himerich oberhalb der Mühlstraße erst im Lauf der 1950er (Karlstraße, Schieferstraße, Ernst-Reuter-Straße, Siedlerweg, Ziegelhüttenweg, Thomas-Mann-Straße, Blockweg, Thoracker, Am Rain) und 1960er Jahre (gleiche Straßen und insbesondere Freiherr-vom-Stein-Straße und Himerichsweg) weitgehend bebaut. Die Gesamtheit des dortigen Gebiets wird mundartlich als Spatzefeld (d. i.: Sperlingsacker) bezeichnet.
Der heute als Hauptdurchgangsstraße dienende Westring war zwar bereits seit dem Ende des Zweiten Weltkriegs an verschiedenen Stellen bebaut worden, blieb aber bis zu seinem Ausbau als Umgehungsstraße in den 1970er Jahren (s. u. Fernverbindungen und Straßen) ein unbefestigter, hauptsächlich von Landwirten genutzter Weg.
Im Laufe der Zeit, insbesondere in den 1980er und 1990er Jahren, wurden zahlreiche Baulücken geschlossen und außerdem auch vorher eher gemiedene Gebiete in die Bebauung einbezogen. So entstanden südlich der alten Hauptstraße und ausgehend von der alten Bahnhofstraße näher zum Verlauf der Salzböde am Südring nicht nur zahlreiche Wohnhäuser, sondern auch der inzwischen einzige Lebensmittelhändler, ein Supermarkt mit Postagentur, und in nächster Nachbarschaft zu sowohl dem Supermarkt als auch dem Dorfgemeinschaftshaus aus dem Jahre 1954 und dem Gemeindehaus der FeG (s. Religionen im nächsten Abschnitt) ein Wohn- und Geschäftshaus mit Läden, einer Eisdiele, einer Rechtsanwalts- und einer Zahnarztpraxis und folglich ein neuer Dorfmittelpunkt. Zudem findet sich hier auch noch in einem Anbau an das Dorfgemeinschaftshaus der Stützpunkt der örtlichen Freiwilligen Feuerwehr.
In den 1980er Jahren begann man dann, hoch an der Ostflanke des Himerich und bis in die schon sehr steile Lage des südöstlichen Hangs des Himerichs hinein, weiter Häuser zu bauen (Adolph-Diesterweg-Straße, aber auch Verlängerungen der Freiherr-vom-Stein-Straße und der Thomas-Mann-Straße). Damit wurde dann auch die bis dahin sehr einsam hoch oben am Berg liegende neue Schule (Adolph-Diesterweg-Schule) am Himerichsweg in das geschlossene Ortsbild einbezogen.

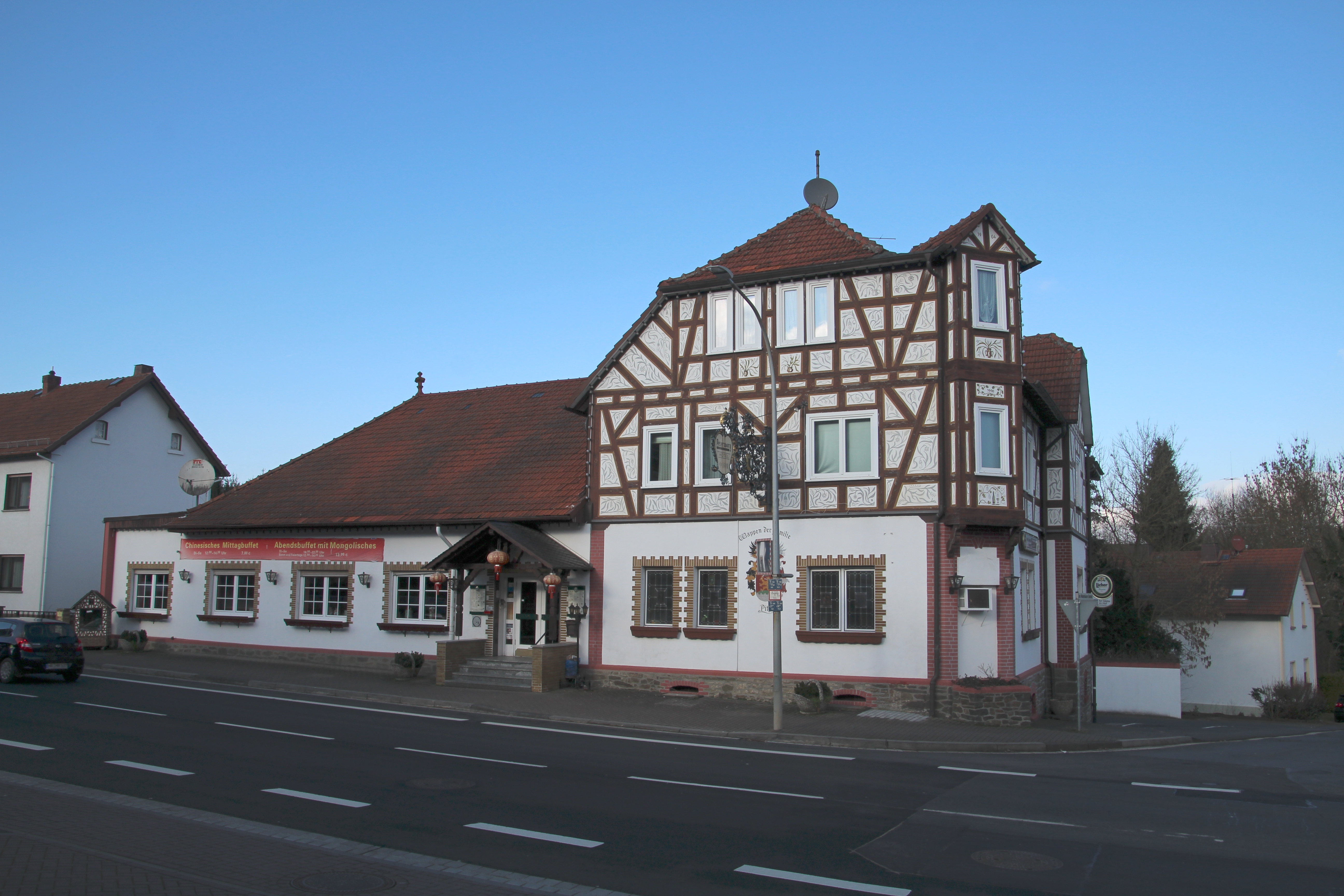
Ehem. Gasthaus Petersburg, heute Hotel

Ein weiterer schon frühzeitig bebauter Bereich ist am Fuß der Krieb, im Wesentlichen entlang der dort verlaufenden relativ jüngeren Handelsstraße – ein Teilstück der zwischen 1817 und 1825 ausgebauten großherzoglich-hessischen Kunststraße (s. u. Fernverbindungen und Straßen). Dieser vom eigentlichen Ortskern entfernt liegende Bereich war zunächst nur mit einigen wenigen Häusern bebaut. Auffallend darunter sind die hoch am Hang über der Straße am Waldrand stehende Schulzes Villa und die nördlich der Straße stehende, schon von jeher als Gaststätte und Hotel genutzte Petersburg ⊙. In beiden Fällen handelt es sich um Eigennamen für die Gebäude, die auf ihre Erbauer bzw. Bewohner zurückgehen: die Familie Schulz war seinerzeit Besitzer der örtlichen Justushütte und damit Arbeitgeber für mehrere hundert Menschen in dieser nur wenig entwickelten Region, der Erbauer und erste Betreiber des heutigen Landgasthof Petersburg war unter dem Namen Peter bekannt. Dabei handelt es sich wohl um einen der sogenannten Hausnamen (Petersch), die im Hinterland noch bis heute gebräuchlich sind. Inzwischen ist dieses Gebiet an der Bundesstraße sehr dicht bebaut und vor allem in Richtung der Krieb erheblich erweitert durch mehrere Gemeindestraßen (südlich Kriebweg, Haselhute, Gartenhute, Justus-Kilian-Weg und nördlich der Bundesstraße Am Weidenhäuser Bahnhof). Die Bebauung geht teilweise in die Gemarkung Erdhausen über. Insgesamt wird dieses Gebiet aber als eigener Ortsteil Petersburg an der gleichnamigen Straße innerhalb des Gladenbacher Stadtteils Weidenhausen bezeichnet und so auch amtlich ausgeschildert.
Zuletzt wurde in den späten 1990er Jahren noch ein inzwischen (Stand 2006) schon wieder praktisch komplett bebautes Gebiet auf der hochliegenden Fläche im Bereich Cromerg und Haumbach erschlossen. Hier siedelten sich sowohl Nachkommen von ortsansässigen Familien und Neubürger als auch zu einem nicht unerheblichen Anteil Familien an, die in den letzten Jahren aus dem Gebiet der ehemaligen Sowjetunion zugewandert sind.

### Naturdenkmäler

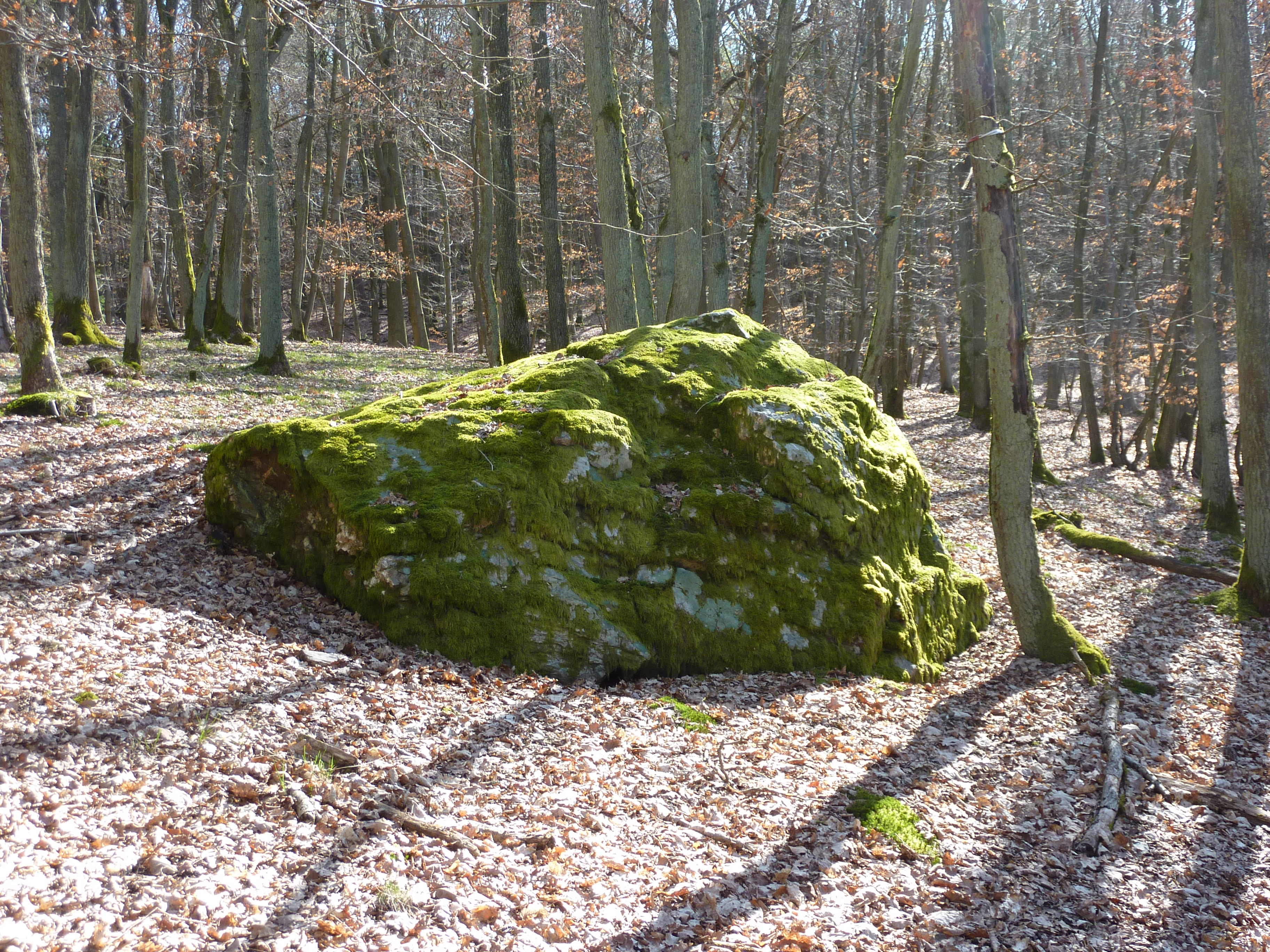
Der „Digge Stäij“ in der Haardt

- Der 1982 errichtete 6 m hohe eiserne Aussichtsturm auf dem Köpfchen[29] steht auf dem 384,1 m ü. NHN[30] hoch gelegenen sogenannten Köppchen. So wird die Weidenhäuser Koppe genannt zur Unterscheidung von der Koppe, der höchsten Erhebung des östlich angrenzenden Stadtteils Erdhausen, die mit 454,1 m ü. NHN[30] deutlich höher und ebenfalls von einem Aussichtsturm überragt ist. Von beiden Türmen hat man einen unterschiedlich weiten Blick über den jeweiligen Stadtteil, das Hinterland und das benachbarte Bergland, von der Koppe sogar bis ins Lahntal.

- Auf halbem Weg zwischen dem Kneippbecken im Talgrund des Seibertshäuser Bachs und dem Aussichtsturm auf dem Köppchen findet man den „Dicken Stein“, einen großen Findling, um den sich zahlreiche Legenden ranken.[31]

## Verkehr

### Fernverbindungen und Straßen
Nicht zuletzt aufgrund der geographischen und politischen Abseitigkeit war Weidenhausen über Jahrhunderte nur sehr lose an das Netz der Fernverbindungen geknüpft, es lag sozusagen in einer der zahlreichen Maschen. Eine südliche Nebenstrecke einer der alten Fernhandelsstraßen – die in diesem Fall Leipzig und Köln verband und wegen der Fortsetzung bis in die niederländischen Provinzen auch als „Brabanter Straße“ bezeichnet wurde – lief einige Kilometer nördlich der Ortslage vorbei. Südlich berührte eine der anderen Fernverkehrsrouten aus dem Raum Frankfurt bzw. von Gießen her kommend die Ortslage im Bereich der Zollbuche. Dieser sogenannte Westfalenweg (s. o. Politisch-geografische Lage) verlief in dieser Region weitgehend siedlungsfern entlang bzw. auf der Wasserscheide Lahn / Dill bzw. Aar/Salzböde. Sie führte nahe der südlichen Gemarkungsgrenze Weidenhausens und dann südlich an Günterod, westlich an Hartenrod und Schlierbach – damit dem Gebiet der heutigen Gemeinde Bad Endbach – vorbei zum bedeutenden Kreuzungspunkt alter Fernstraßen bei der Angelburg (Berg) und darüber hinaus weiter bis nach Paderborn oder Bremen. Da diese Strecke von Gießen her vorbei am Dünsberg in der heutigen Gemeinde Biebertal und über die Schneeberge nach 1628 praktisch komplett auf hessen-darmstädtischem Gebiet verlief, wurde dies auch die Hauptachse des Verkehrs zwischen dem Hessischen Hinterland und der Landeshauptstadt Darmstadt. Aber selbst die zum Zweck der Erschließung der nördlichen Teile des Hinterlandes genutzte regionale Route zweigte vom Westfalenweg erst ein Stück weit westlich der Zollbuche im Bereich der lokal berühmten Heul-Eiche und damit auf dem Gebiet des Obergerichts ab.

#### Marburg-Dillenbuger Amtsweg (Obergerichtsweg)
Durch die Gemarkung verlief seit dem Hochmittelalter nachweislich ein regional bedeutender Handelsweg, der später als Owergerichtsweg (d. i. Obergerichtsweg) bezeichnet wurde. Dieser war Teil eines Handels- und Botenweges, der Marburg mit dem Raum Herborn/Dillenburg verband (Marburg-Dillenburger Amtsweg). Der Weg kam von Gladenbach/Burg Blankenstein und Kehlnbach übers Feld, führte dann über Krumerich, Lutzebach, Goldkaute, den Römershäuser Bach, Wällensteg, Kreuzweg (heute Wegweiser und Abzweig an der Kreisstraße), Girwelieh, Schloog (ehemaliger Wegdurchlass mit Zollschlagbaum in der Innenheege beim Himerich, dort stand einst auch ein Galgen -Halbgalgen-, ein Flurname deutet darauf hin), dinne Här, an Wommelshausen-Hütte und hangparallel zur Woarde an Endbach vorbei weiter über Hartenrod und Eisemroth ins Dilltal.
Diesen Weg, den Marburg-Dillenburger Amtsweg, benutzte auch Arnoldus Buchelius (Humanist und Altertumsforscher) 1591, als er aus Richtung Treysa kommend nach Köln reiste. Er nennt die einzelnen Reisestationen (Tagesabschnitte) und erwähnt dabei u. a. Kirchhain, Marburg, Gladenbach, Dillenburg und Siegen auf seinem Weg nach Köln. Demnach war der Obergerichtsweg zu dieser Zeit Teilstück/Variante des bedeutenden Fernweges Brabanter Straße.

#### Heutige Straßen
Die heute (2006) wichtigste Fernverbindung ist die Bundesstraße 255 (B 255) von Marburg an der Lahn nach Montabaur im rheinlandpfälzischen Westerwaldkreis. Das Teilstück dieser Straße in Weidenhausen war ursprünglich vom Großherzogtum Hessen zwischen 1817 und 1825 als Teil der ältesten Kunststraße der Region zwischen der Zollbuche und Biedenkopf ausgebaut worden. Damit wurde Weidenhausen erstmals direkt an die Fernverkehrsnetze angebunden, da zeitgleich ja ebenfalls der Westfalenweg aus Richtung Gießen bis zur Zollbuche derart ausgebaut wurde. Das Teilstück Westfalenweg dieser Kunststraße ist beinahe deckungsgleich mit der heutigen Landesstraße L 3047, das Teilstück zwischen Gladenbach und Biedenkopf entspricht der heutigen Bundesstraße 453 (B 453).
Von der Petersburg, wie die B 255 in der Ortslage Weidenhausen heißt (s. o. Entwicklung des Ortsbildes), zweigt über eine Ende der 1960er Jahre errichtete Brücke die L 3050 ab. Brücke und erstes Teilstück bilden dabei eine Ortsumgehung für den Hauptteil Weidenhausens als Ersatz für die frühere Hauptachse von der Petersburg über die Bahnhofsstraße mitten durch Justushütte (s. u. Wirtschaftliche Entwicklung) und die ehemalige Hauptstraße (jetzige Weidenhäuser Straße) durch den Großteil der Kernbebauung. In Höhe der sogenannten Vorderen Mühlstraße trifft diese Umgehung allerdings wieder auf bebaute Ortslage und steigt als Westring zur Nordostflanke des Himerich (Flurname) hinauf, wo sie dann wieder auf die Trasse der Hauptstraße und weiter in das Salzbödetal in die Gemarkung Bad Endbach verläuft.
Unmittelbar westlich des Römershäuser Bachs verläuft eine Kreisstraße, die genau nördlich des Himerich von der L 3050 abzweigt und zum Gladenbacher Stadtteil Römershausen sowie im weiteren Verlauf mittelbar im Stadtteil Runzhausen zur heutigen B 453 führt. Dabei kreuzt sie im ersten, fast schnurgerade nördlich verlaufenden Teilstück die Trasse des ehemaligen Owergerichtswegs (s. o. Regionale und Ortsgeschichte), die heute nur noch als unbefestigter Feldweg zu erkennen ist. Auch an anderer Stelle der Gemarkung sind die Reste ehemals wichtiger Verkehrswege allenfalls noch als Teile von Feld- oder Waldwegen erhalten.

### Öffentliche Verkehrsmittel
Aar-Salzböde-Bahn
Es waren wohl nicht zuletzt die Forderungen der lokalen Wirtschaftsbetriebe nach zuverlässigen Transportmöglichkeiten für schwere Frachten bzw. große Mengen an Rohstoffen und Produkten, die letztlich den Bau einer Eisenbahnlinie zur Erschließung der Region wirtschaftlich erscheinen ließ. Anders als der Name Aar-Salzböde-Bahn aber vermuten lässt, entstand diese Bahnstrecke in umgekehrter Richtung.
Am 12. Mai 1894 wurde die erste Teilstrecke zwischen Niederwalgern und Weidenhausen eröffnet. Dabei zweigte diese neue Linie in Niederwalgern von der schon damals sehr bedeutenden Main-Weser-Bahn ab, die zwischen Gießen und Cölbe knapp nördlich von Marburg im breiten Lahntal verläuft. Die Streckenführung der Aar-Salzböde-Bahn folgt dabei wirklich ab der zweiten Haltestelle in Damm dem Verlauf des Salzbödetals. In Erdhausen und Weidenhausen wurden damit zwei größere Industriebetriebe, die Aurorahütte (heute Weso) und die Justushütte, an das überregionale Verkehrswegenetz angeschlossen. Andererseits wurde bereits vom ersten Tag an auch die Personenbeförderung auf dieser Strecke angeboten.
Zum 15. Juli 1901 ging das zweite Teilstück der Bahnstrecke von Weidenhausen nach Hartenrod in Betrieb. Hier wurden keine größeren Betriebe angeschlossen, es mussten aber schon für die Schienenführung je ein kleineres und ein größeres Viadukt aufwendig errichtet werden.
Am 1. August 1902 konnte dann nach der Errichtung zweier weiterer Viadukte in Hartenrod und bei Eisemroth sowie eines größeren Tunnels westlich Hartenrod auch das letzte Teilstück von Hartenrod nach Herborn in Betrieb gehen. Damit war auch der Anschluss an die sogenannte Dill-Strecke hergestellt.
Die Bahnstrecke konnte mangels größeren Transportbedarfs für Wirtschaftsgüter offenbar nicht wirklich kostendeckend betrieben werden, obwohl sie von zahlreichen Schülern und vor allem auch Berufspendlern in Richtung Marburg, Gießen, Frankfurt, weniger stark aber auch Richtung Burg, Herborn, Dillenburg und Siegen regelmäßig genutzt wurde.
Aufgabe des Bahnbetriebes
Zum 27. Mai 1995 wurde der Personenverkehr zwischen Niederwalgern und Hartenrod eingestellt und am 9. Juni 2001 die gesamte Strecke komplett stillgelegt.
Eine Bahnbrücke neben der Waldmühle in Weidenhausen wurde bereits abgebrochen und anderenorts wurden Gleisteile entfernt, insbesondere an Straßen- oder Wegeüberführungen. Nachdem am Jahresbeginn 2006 in der Gemarkung Lohra illegal Schienen entfernt wurden, werden seit dem Frühjahr 2006 nunmehr aus Richtung Herborn die Gleisanlagen offenbar abschnittsweise demontiert. Im Sommer 2006 wurde eine Straßenbrücke im Verlauf der B 255 neben der Weso (s. o.) in der Ortslage Erdhausen durch eine Dammschüttung ersetzt, nachdem zuvor die Gleise demontiert worden waren.
Auch eine in den Jahren 2001 bis 2003 bei allen zuständigen Politikern angeregte Umwidmung des Streckenabschnittes Gladenbach–Hartenrod–Bischoffen als Draisinenbahn für touristische Zwecke fand keine Unterstützung.
Im Jahr 2003 gab es die Diskussion, den Teilabschnitt Niederwalgern–Hartenrod für den Personennahverkehr zu reaktivieren.
Seit Ende 2006 ist der Bahndamm in der Ortslage Weidenhausen komplett von Schienen und Schwellen geräumt.

## Persönlichkeiten
- Hans Friebertshäuser (Dais Hans, Dais → Hausname) (* 21. März 1929 in Weidenhausen; † 21. Januar 2015 in Marburg), Sprachwissenschaftler, Dialektforscher und lebenslanger Dialektsprecher, von 1971 bis 1994 Leiter des Hessen-Nassauischen Wörterbuchs, Fach- und Romanautor, Zitat: „He es mid de Bonnsopp gruhsgezoche worn un imm’r en eächd’r Weirehäuser gebliwwe.“
- Jakob Wilhelm Hinder (* 1. März 1901 in Weidenhausen; † 1. Januar 1976 in Deidesheim), deutscher Mäzen und Sammler von moderner Keramik.
- Philipp Schubert (* 16. November 1897 in Weidenhausen, Kreis Biedenkopf; † 5. Januar 1965 in Hermannstein), Politiker (SPD)
- Hans-Jürgen Walter (* 25. März 1944 in Weidenhausen), Begründer der Gestalttheoretischen Psychotherapie in Deutschland
- Ferdinand Werner (* 27. Oktober 1876 in Weidenhausen; † 5. März 1961 in Berlin), NSDAP-Politiker, Staatspräsident und Ministerpräsident des Volksstaates Hessen ab 1933, „Reichswanderführer“.